# Biserica reformată din Brâncovenești

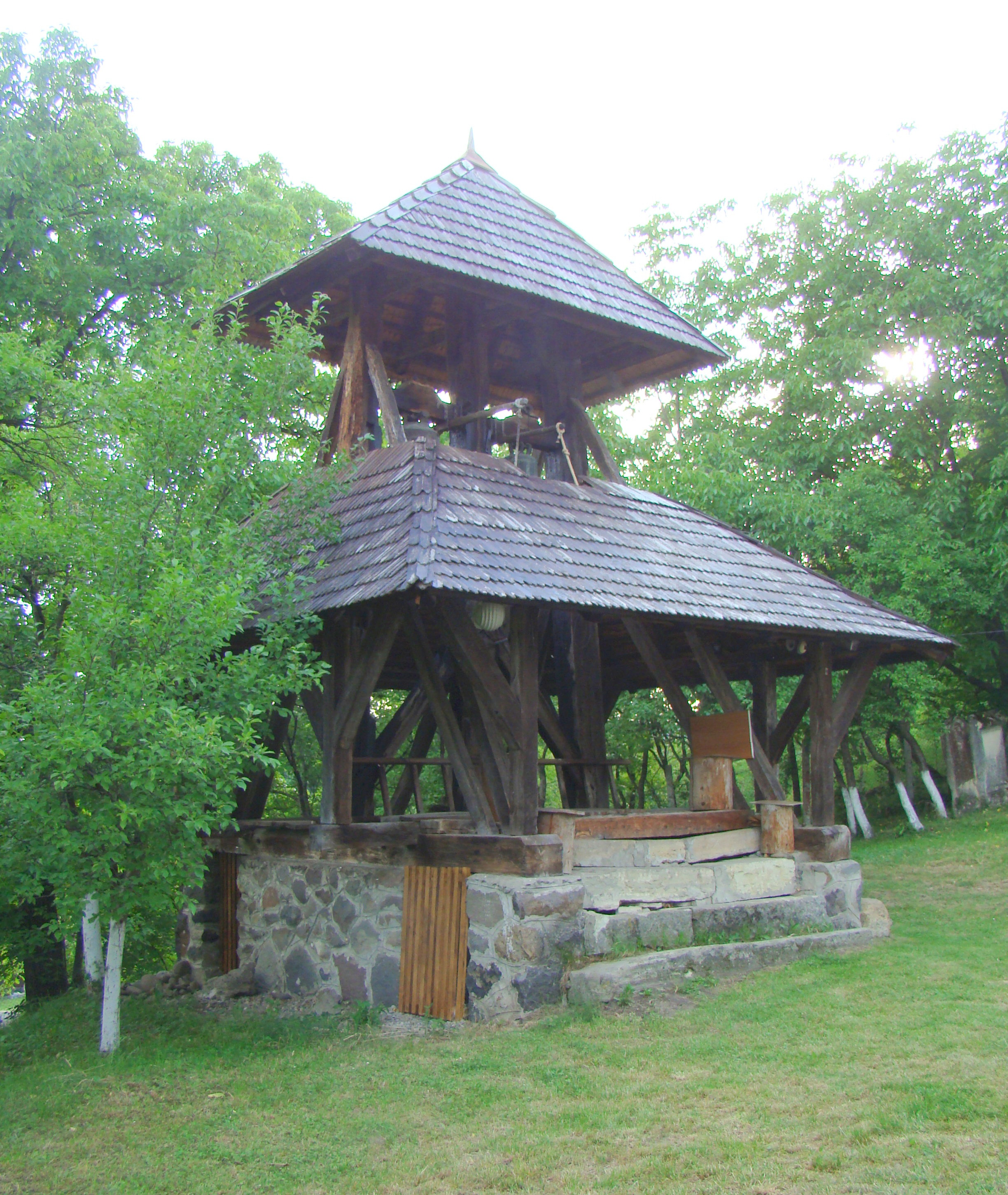
Clopotniţa de lemn

Biserica reformată din Brâncovenești este un monument istoric aflat pe teritoriul satului Brâncovenești; comuna Brâncovenești. În Repertoriul Arheologic Național, monumentul apare cu codul 115940.03.

## Localitatea
Brâncovenești (mai demult Ieciu, Delavrancea, în maghiară Marosvécs, Vécs, în germană Wetsch) este satul de reședință al comunei cu același nume din județul Mureș, Transilvania, România. Menționat pentru prima dată în anul 1228. 

## Biserica
Biserica reformată, fără turn, cu clopotniță alăturată, este situată lângă castel și a fost construită în anul 1727 pe un teren donat de Simonne Kemény, cu sprijinul financiar al familiei nobiliare Kemény. Băncile sculptate ale bisericii au fost realizate în stil rococo popular. Anul 1770 marchează finalizarea mobilării bisericii. Singura piesă datată și semnată este orga. În interiorul instrumentului se poate citi: „Johannes Hahn fecit Cibini 1757”. Hahn a construit orga special pentru biserica reformată din Brâncovenești, ea fiind un excelent exemplu al instrumentelor sale remarcabil de sofisticate. Constructorul sas, care a realizat pe parcursul vieții 40 de instrumente, asocia forma exterioară, proporțiile, ornamentarea orgii cu mobilierul bisericii.

## Imagini din exterior

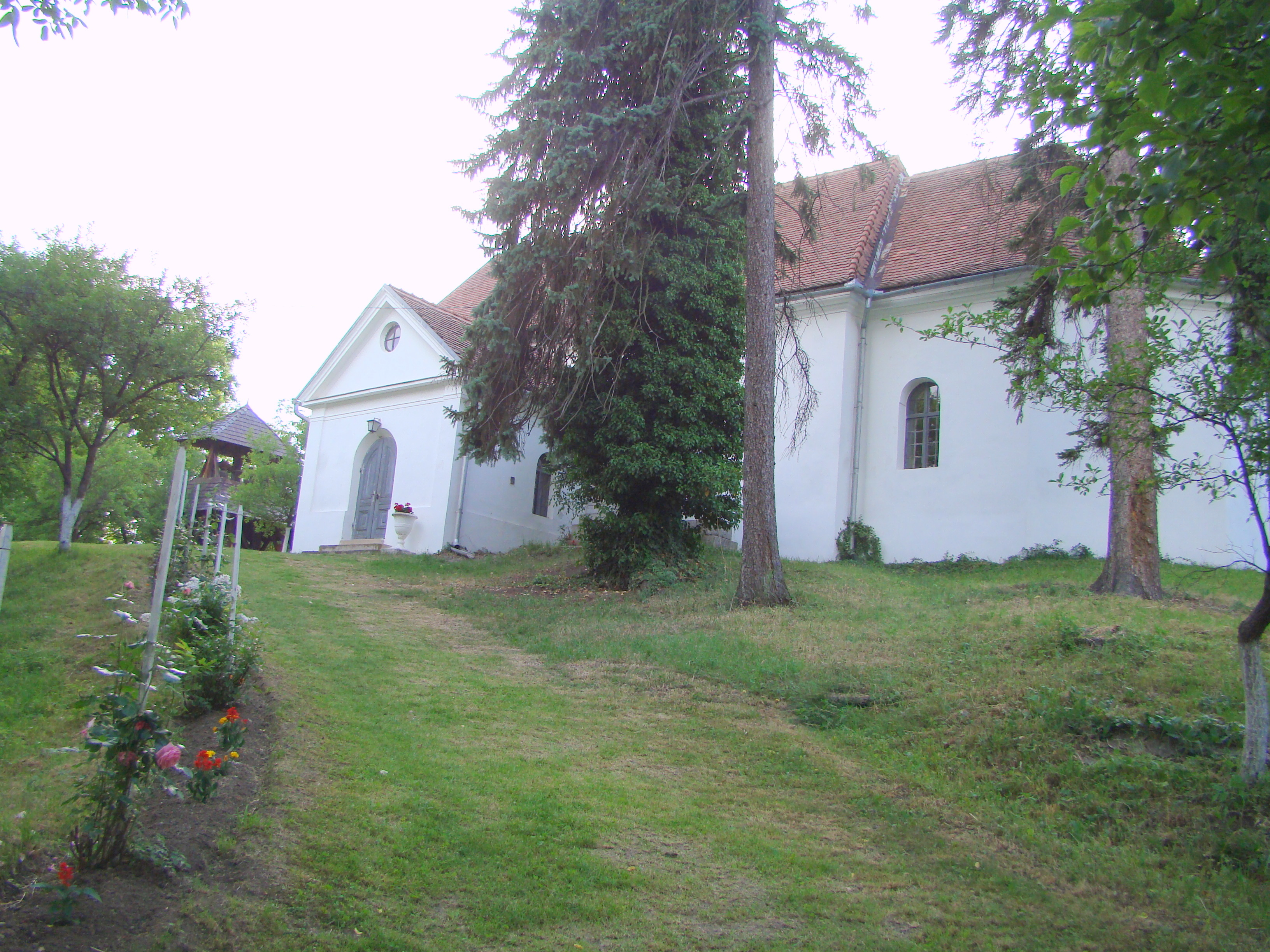
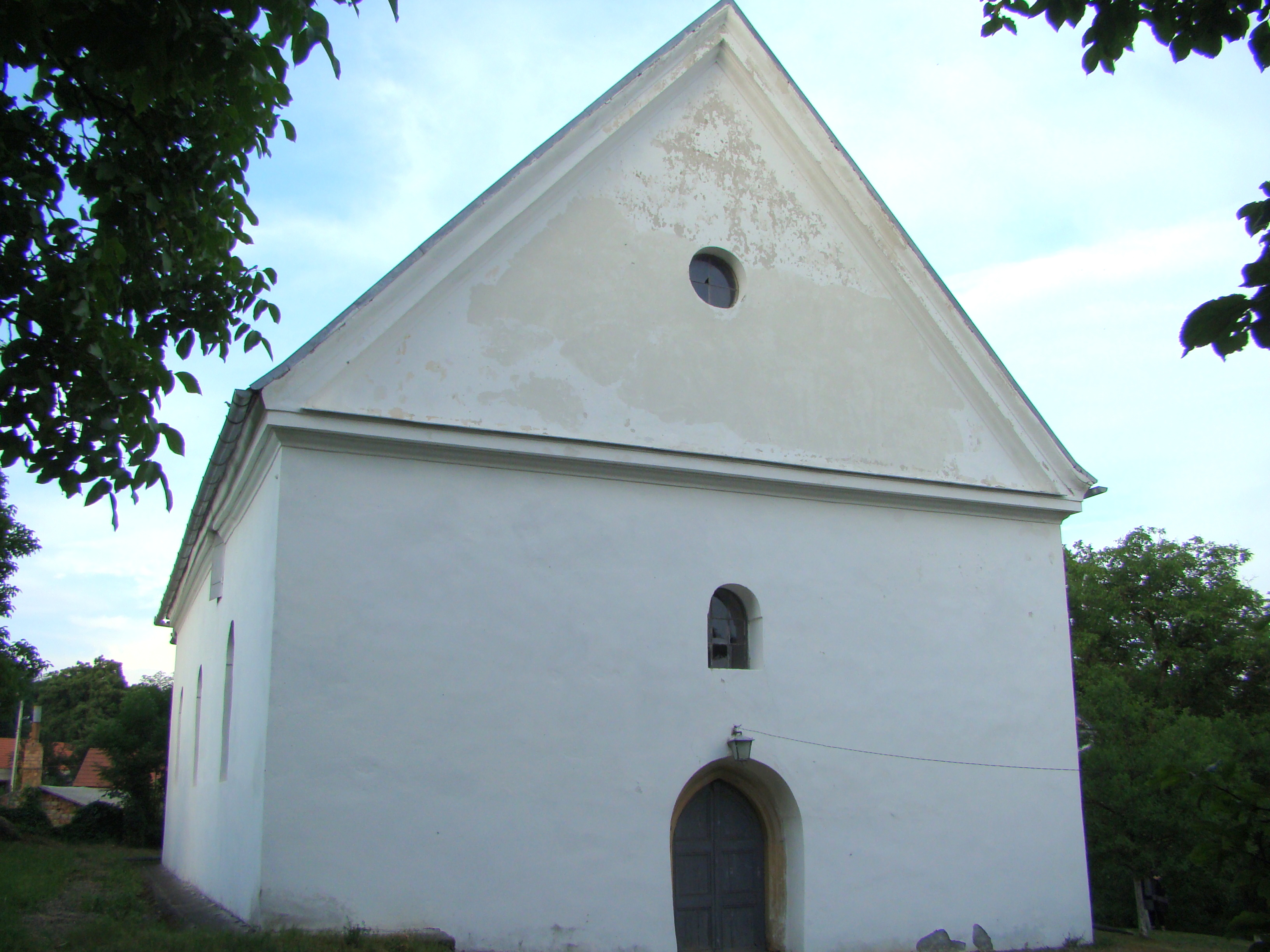
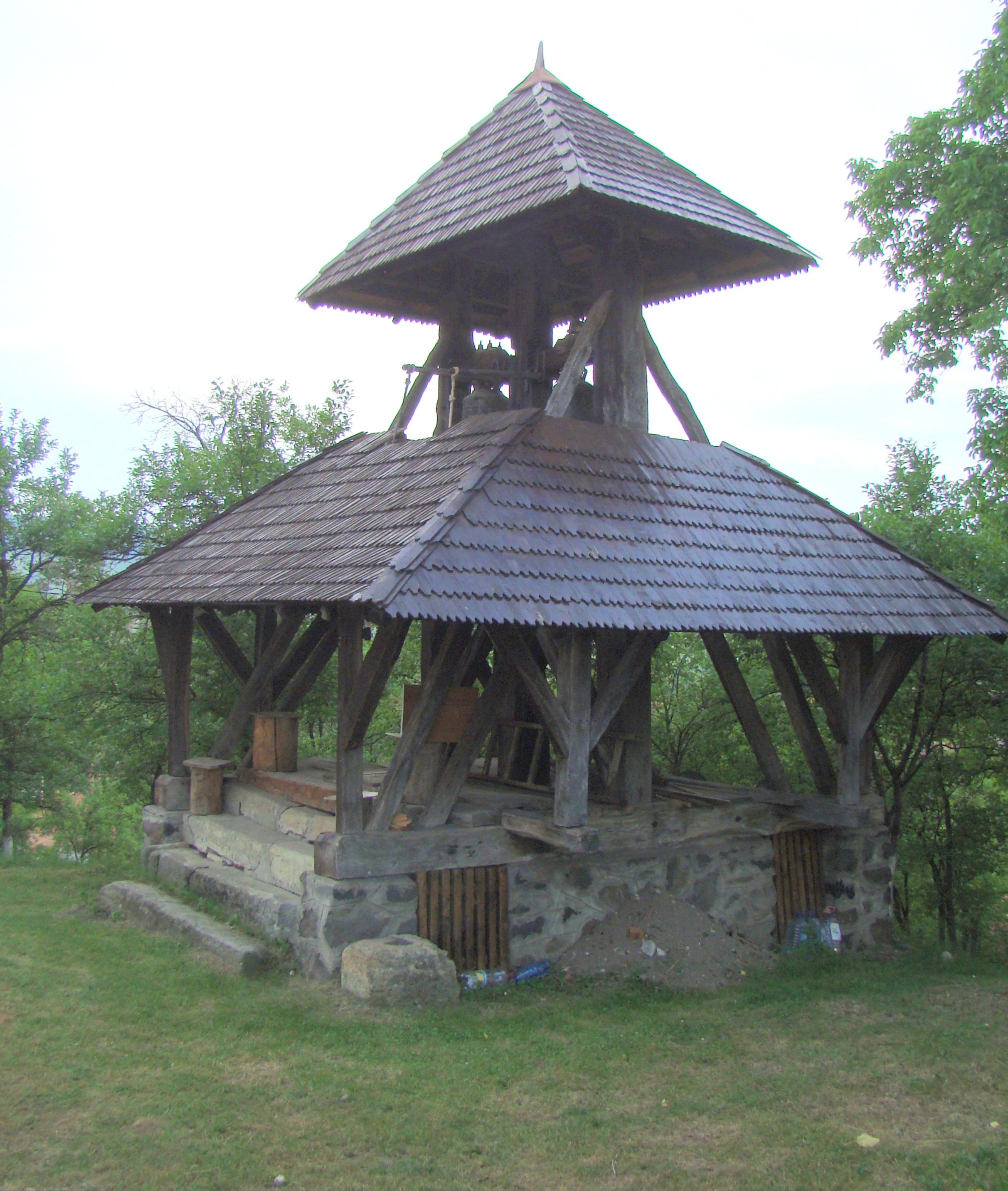
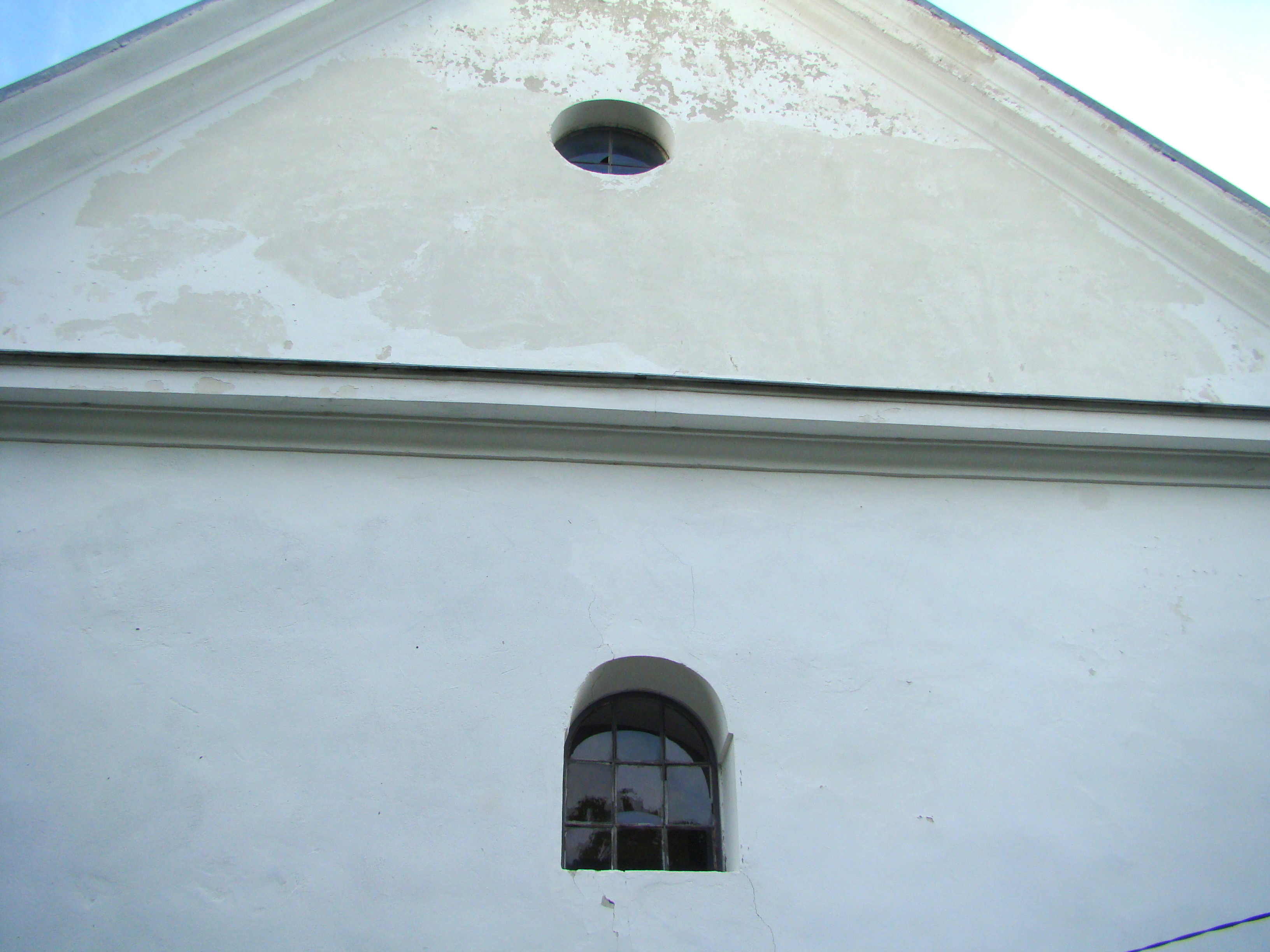
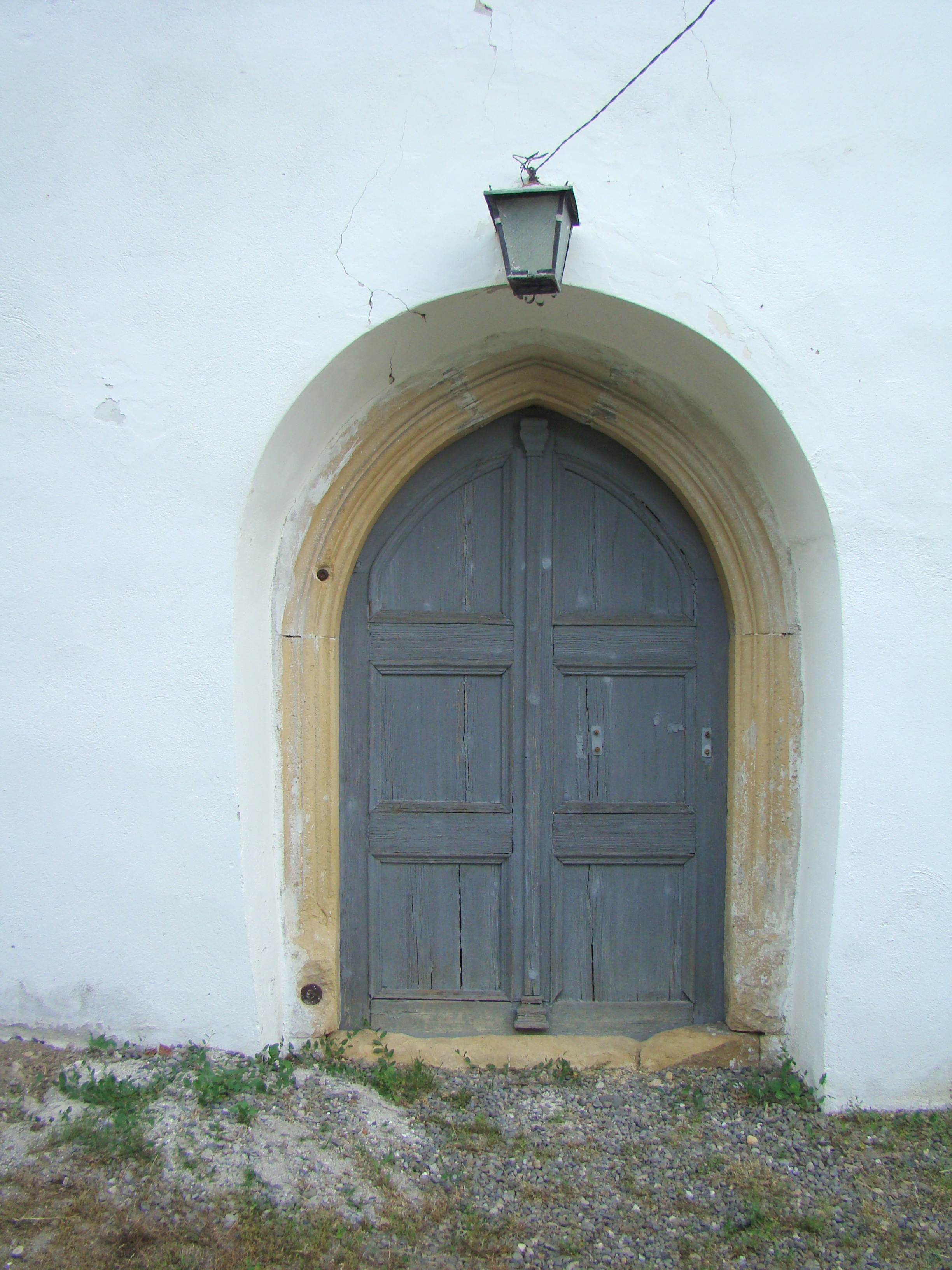
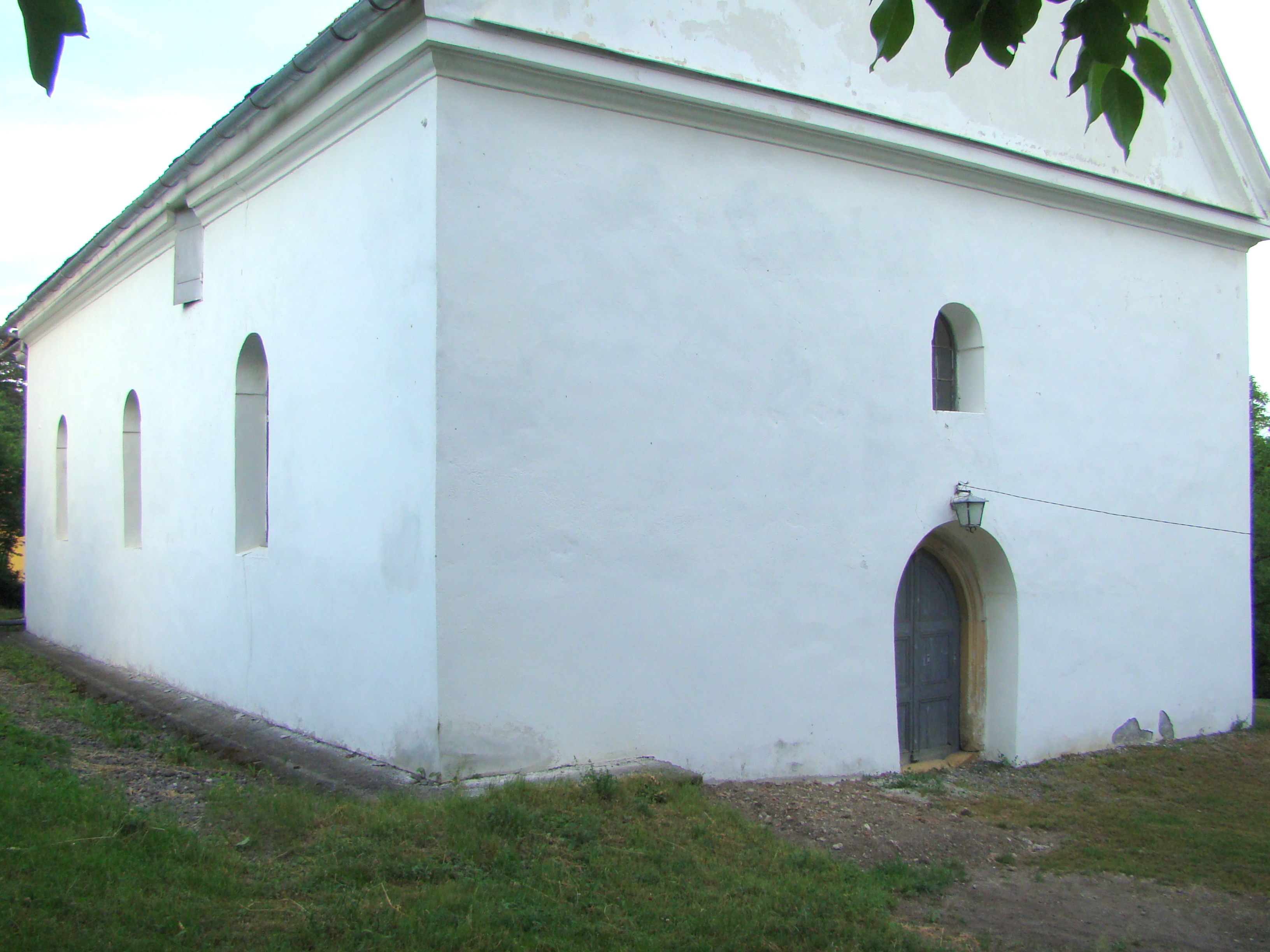
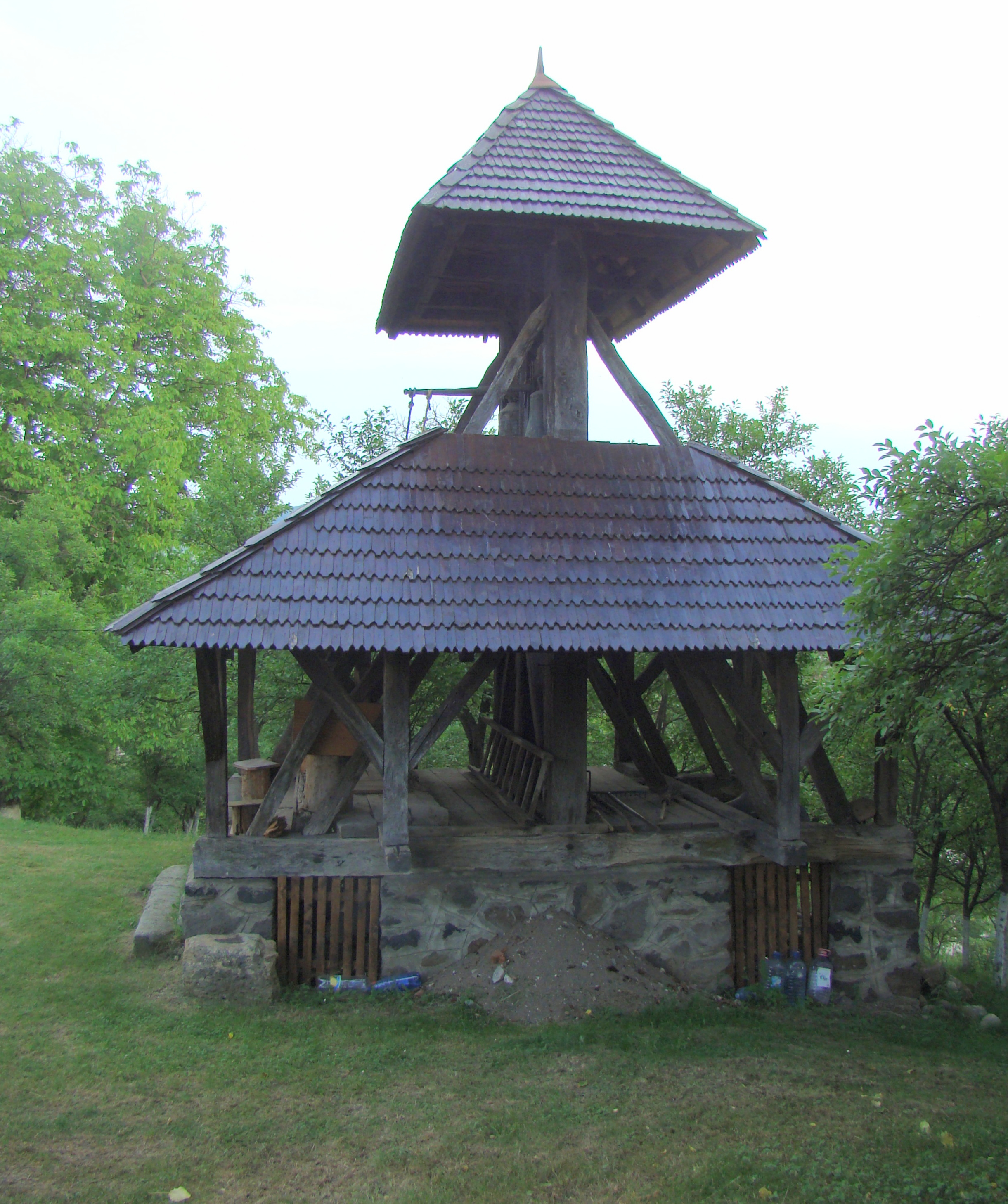
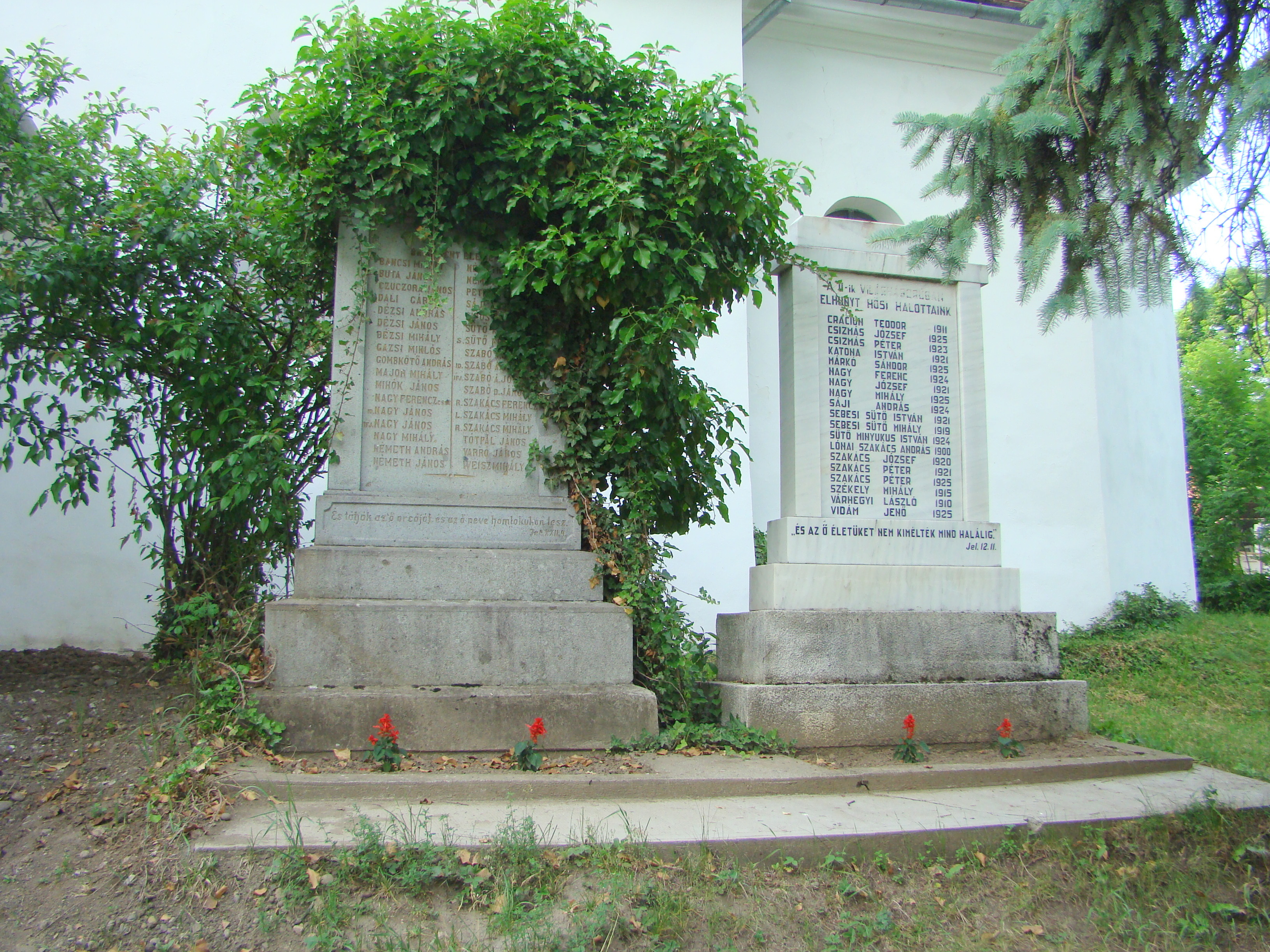
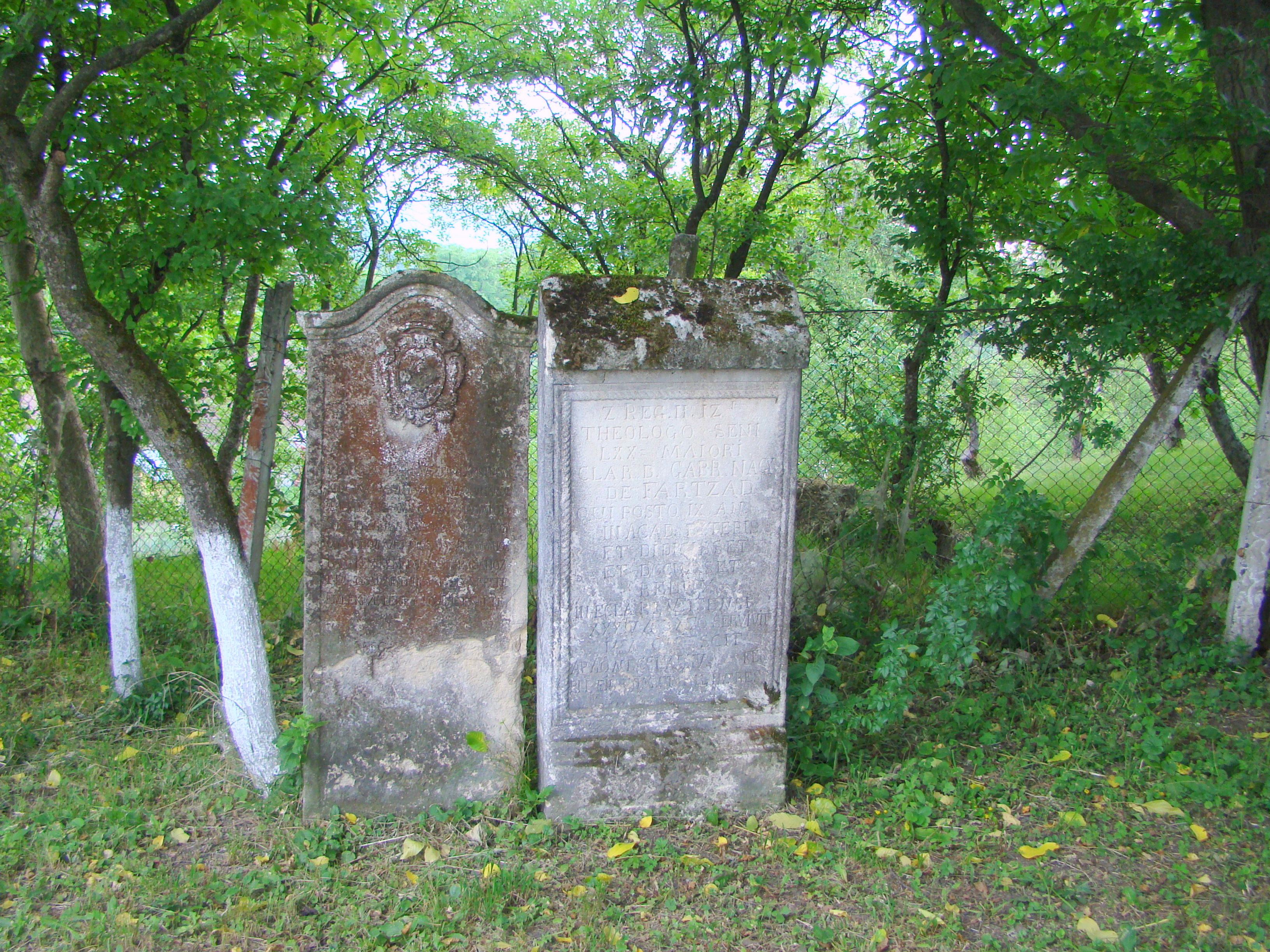
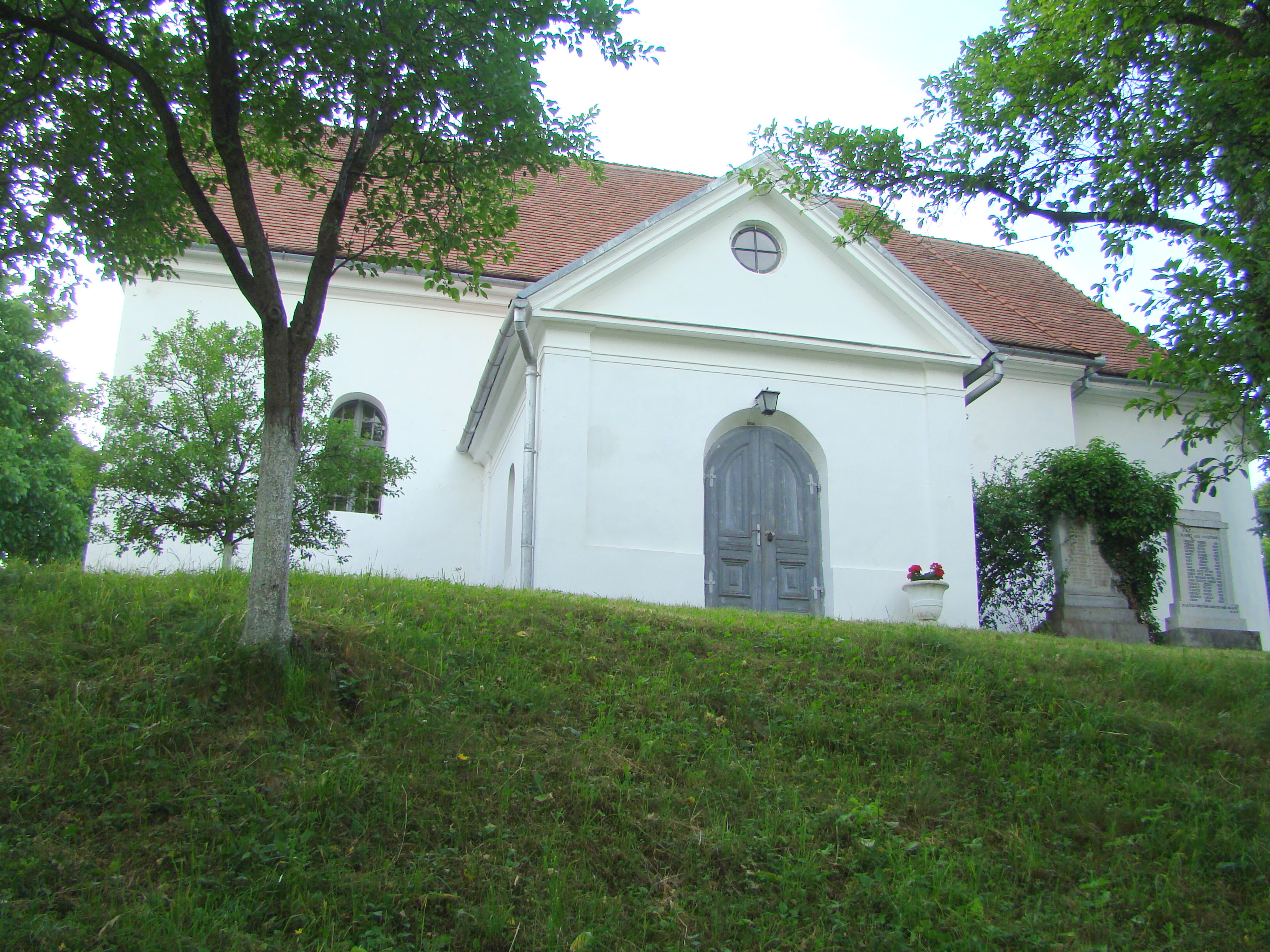
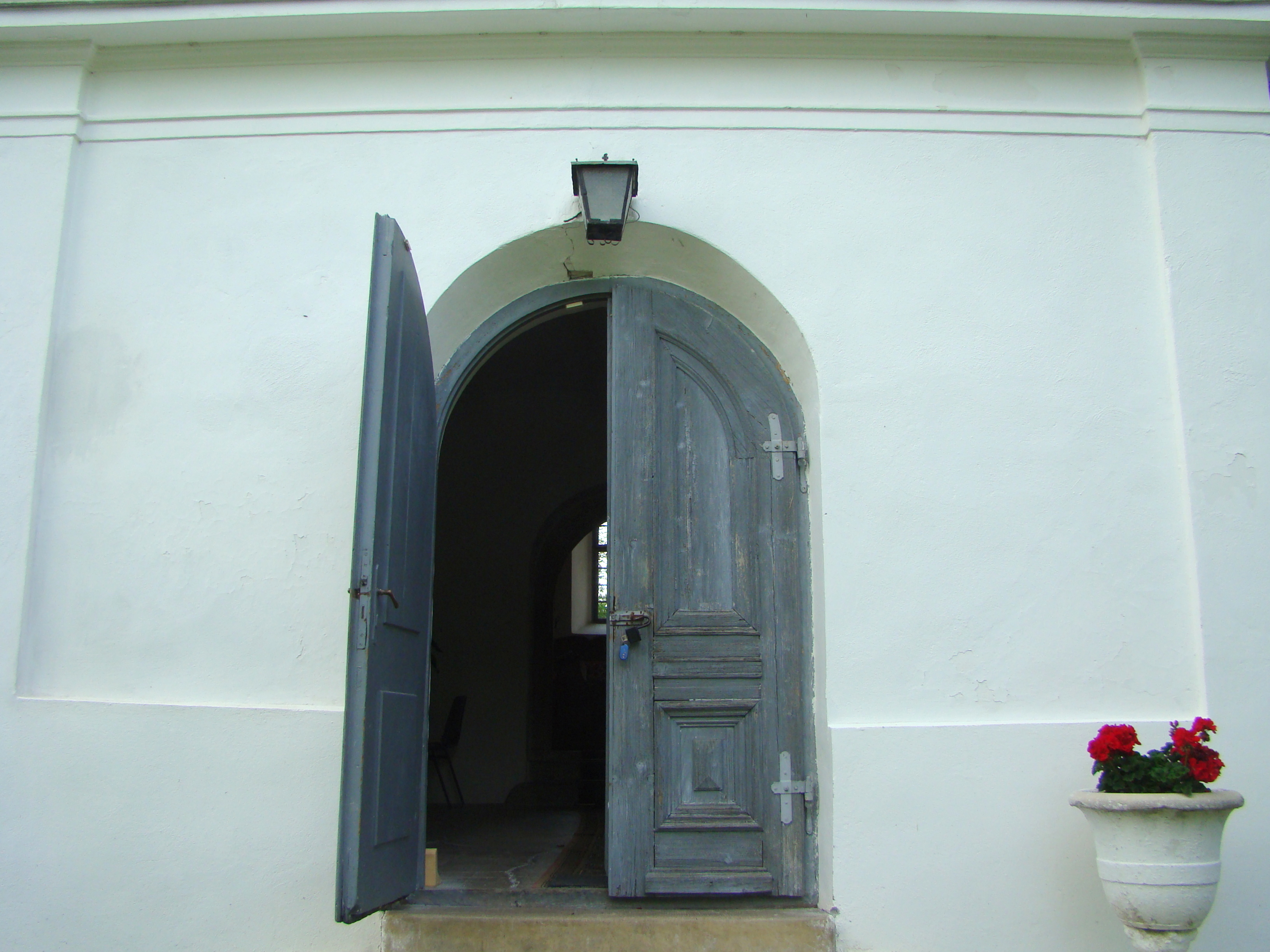
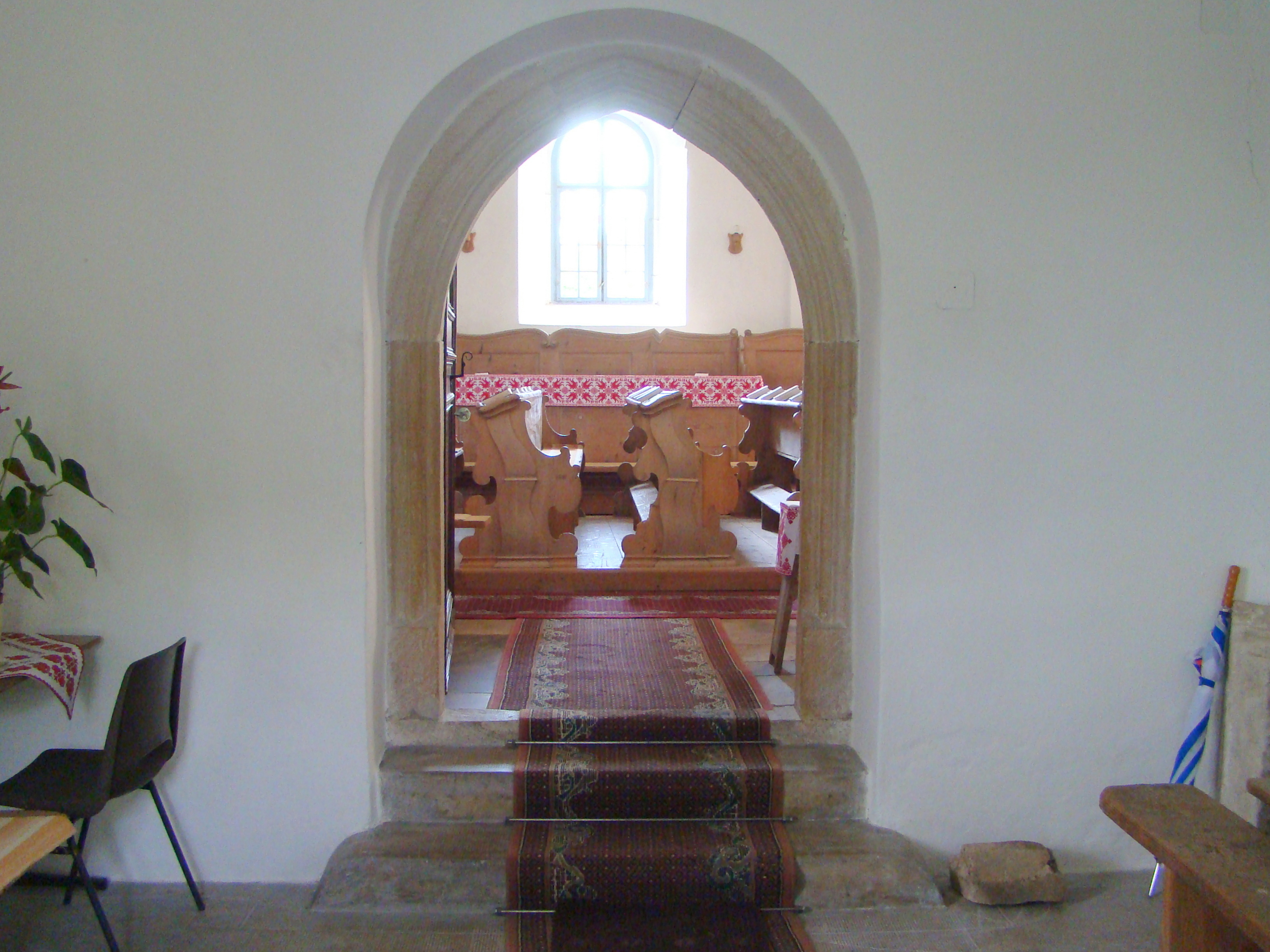
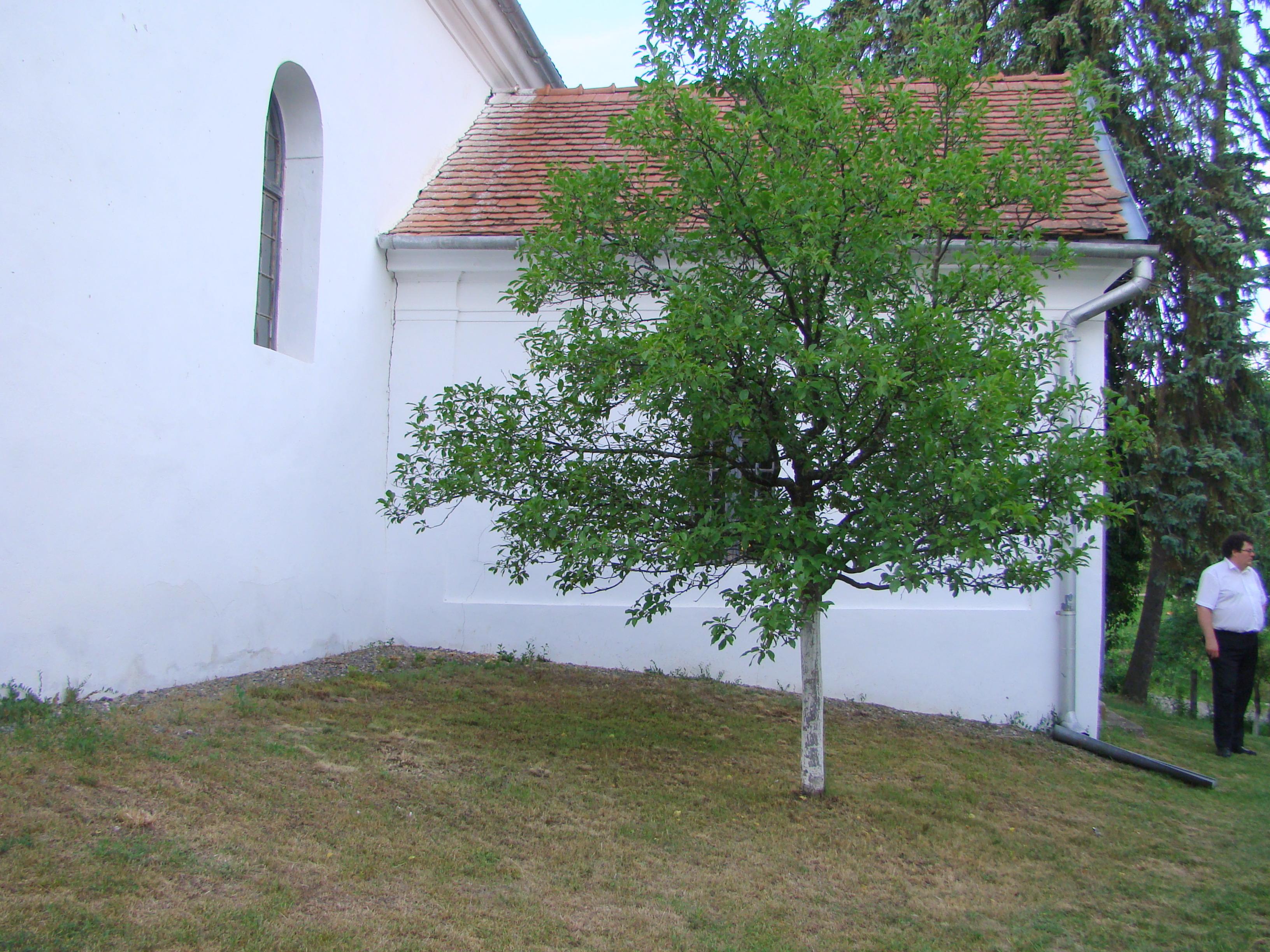
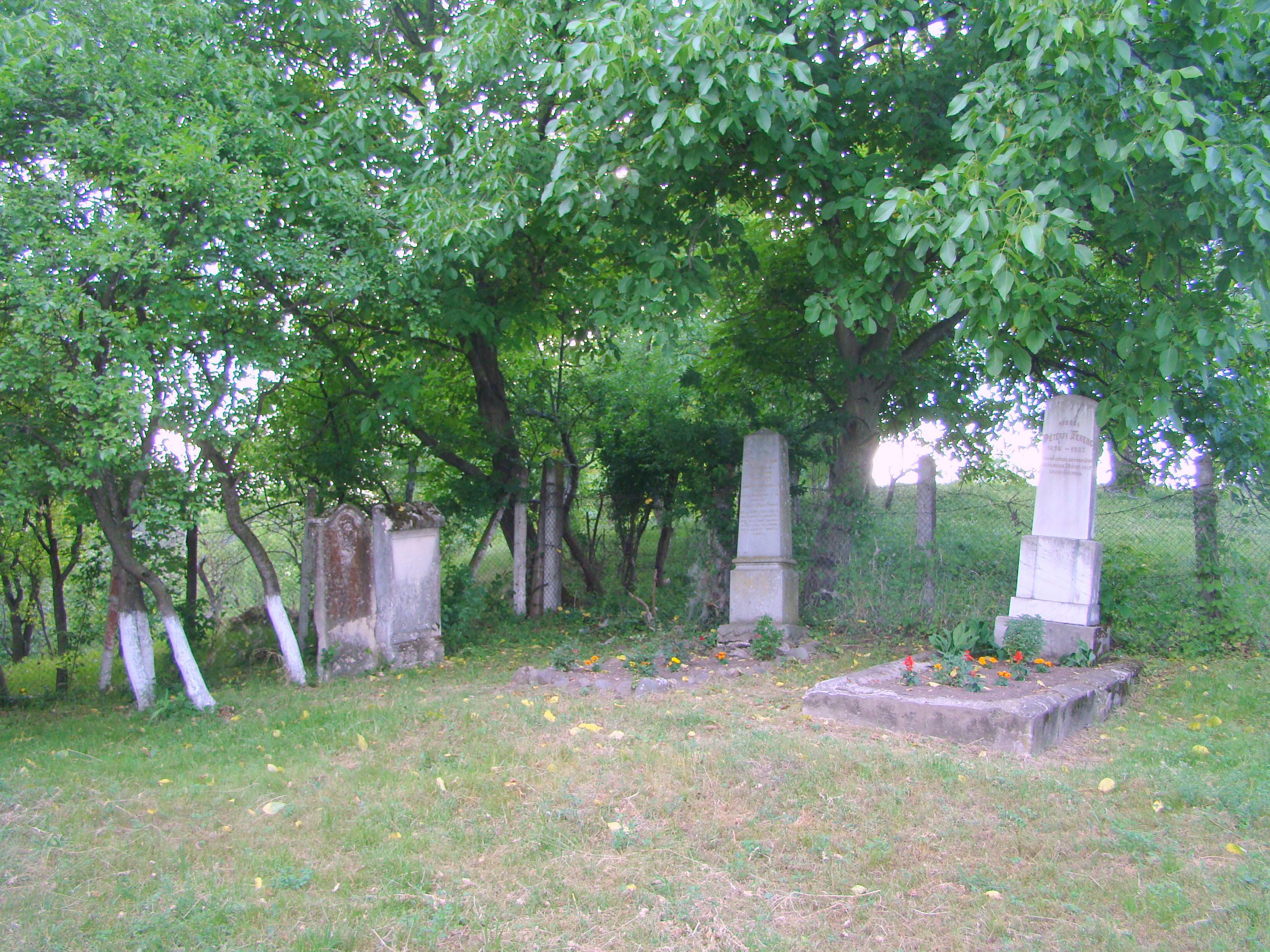

## Vezi și
- Brâncovenești, Mureș

## Imagini din interior

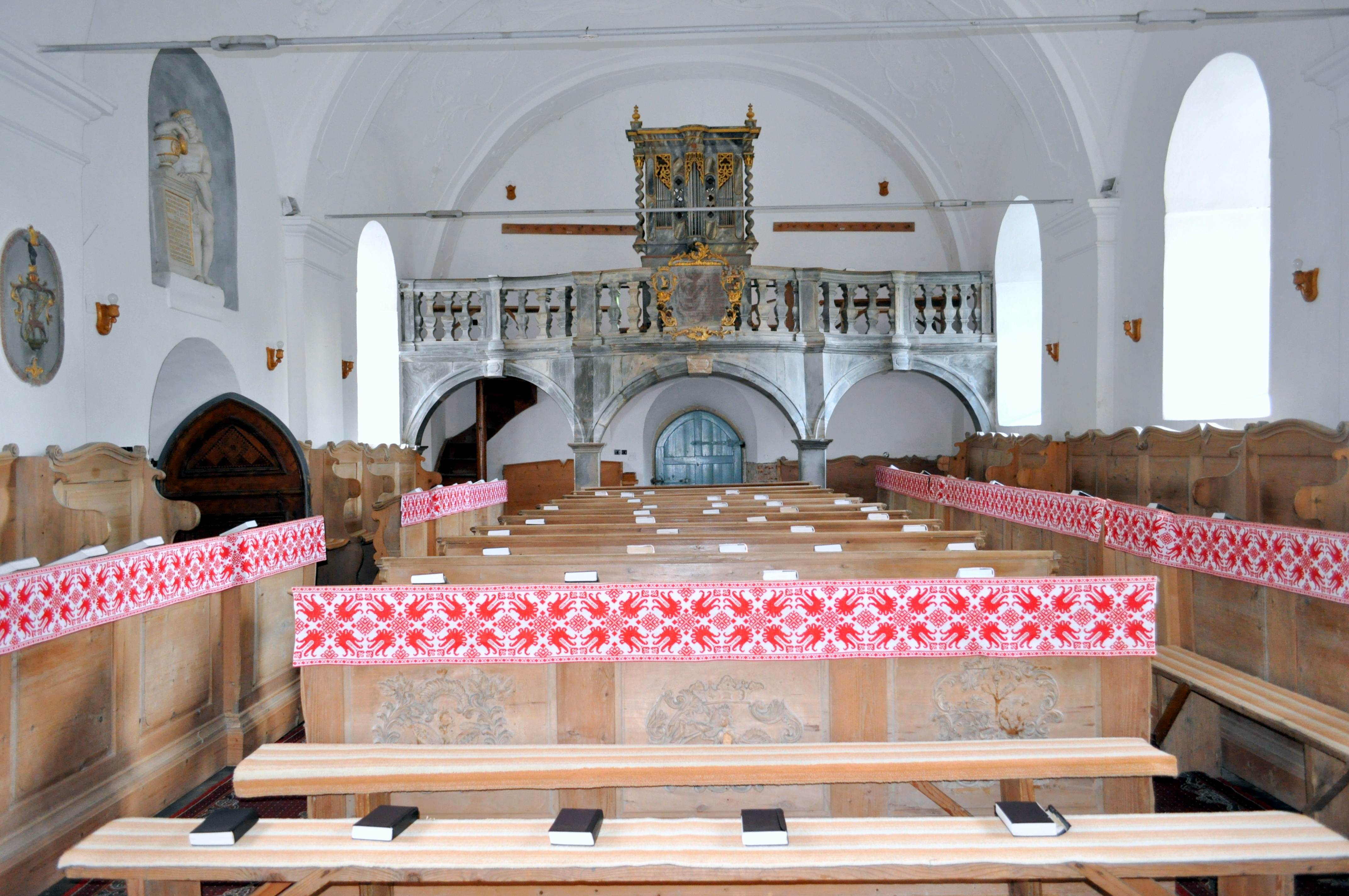
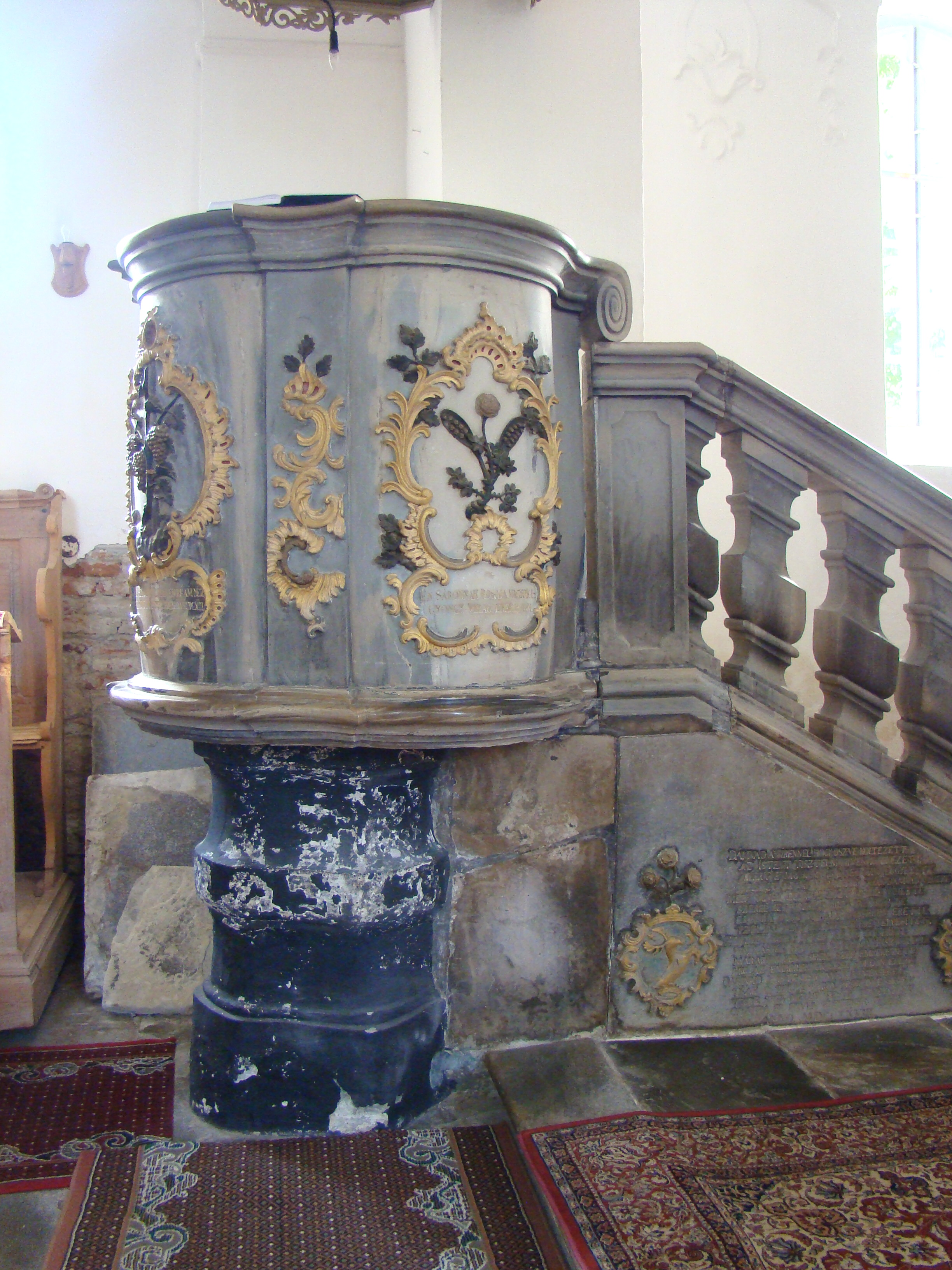
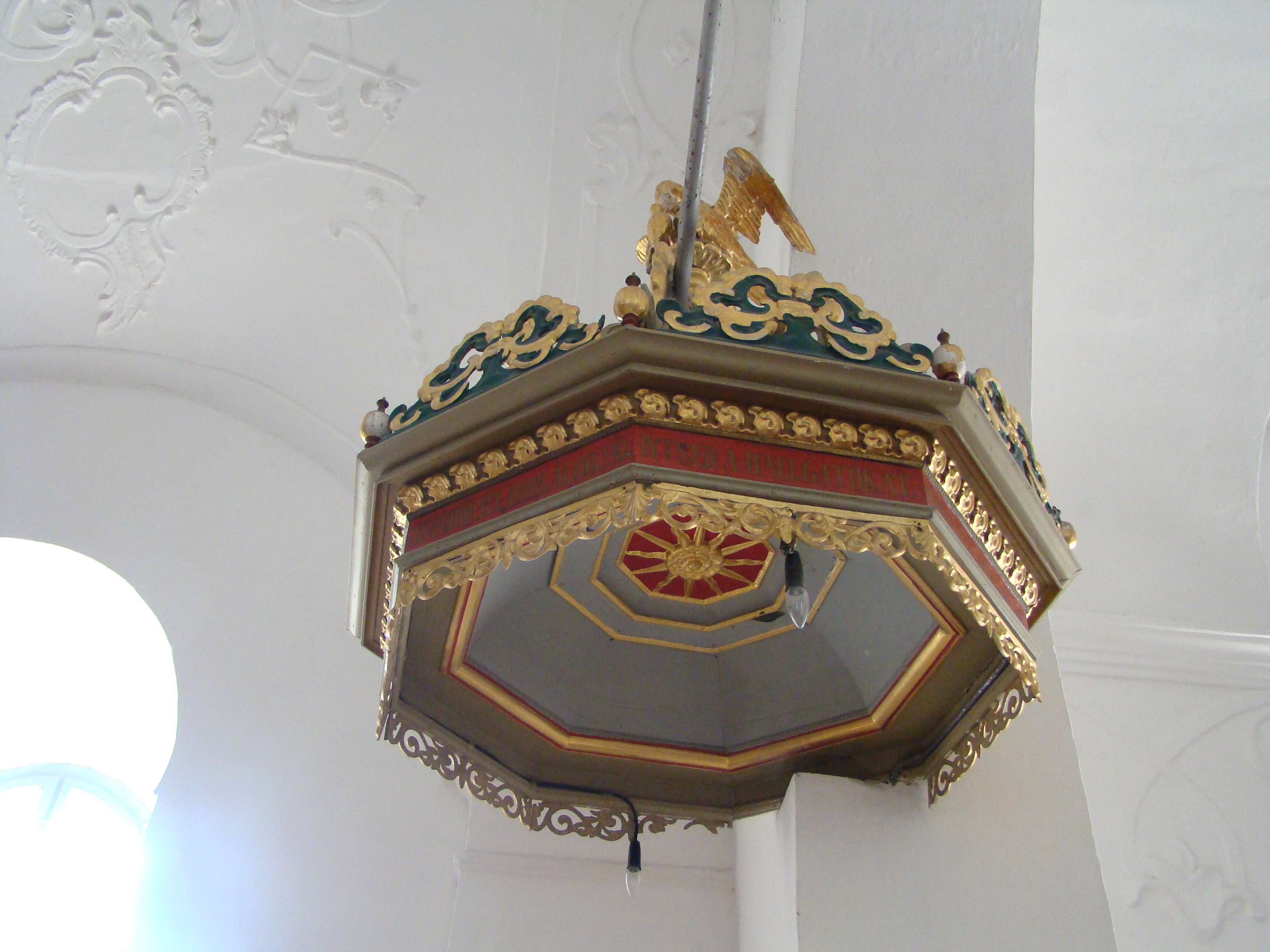
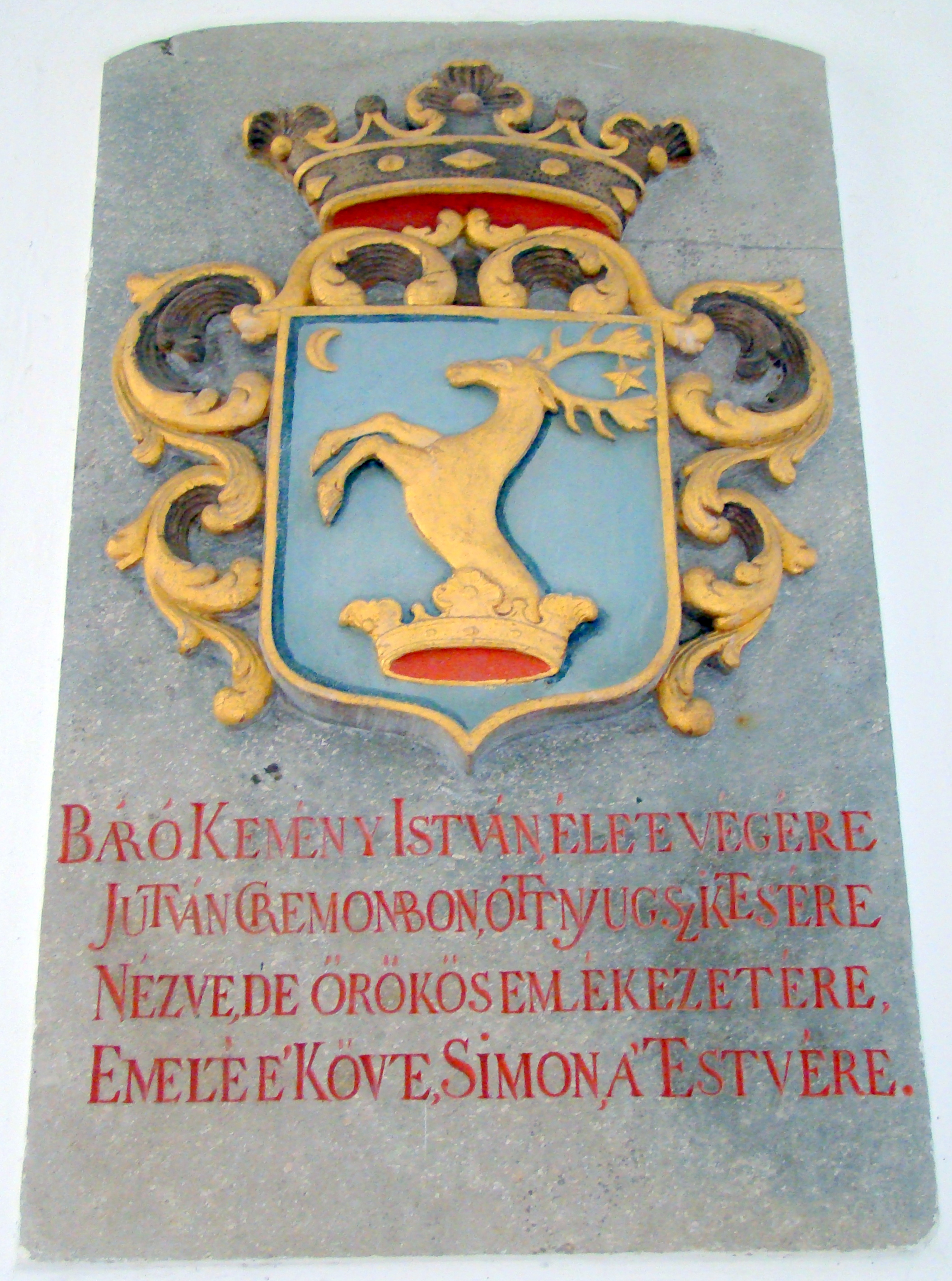
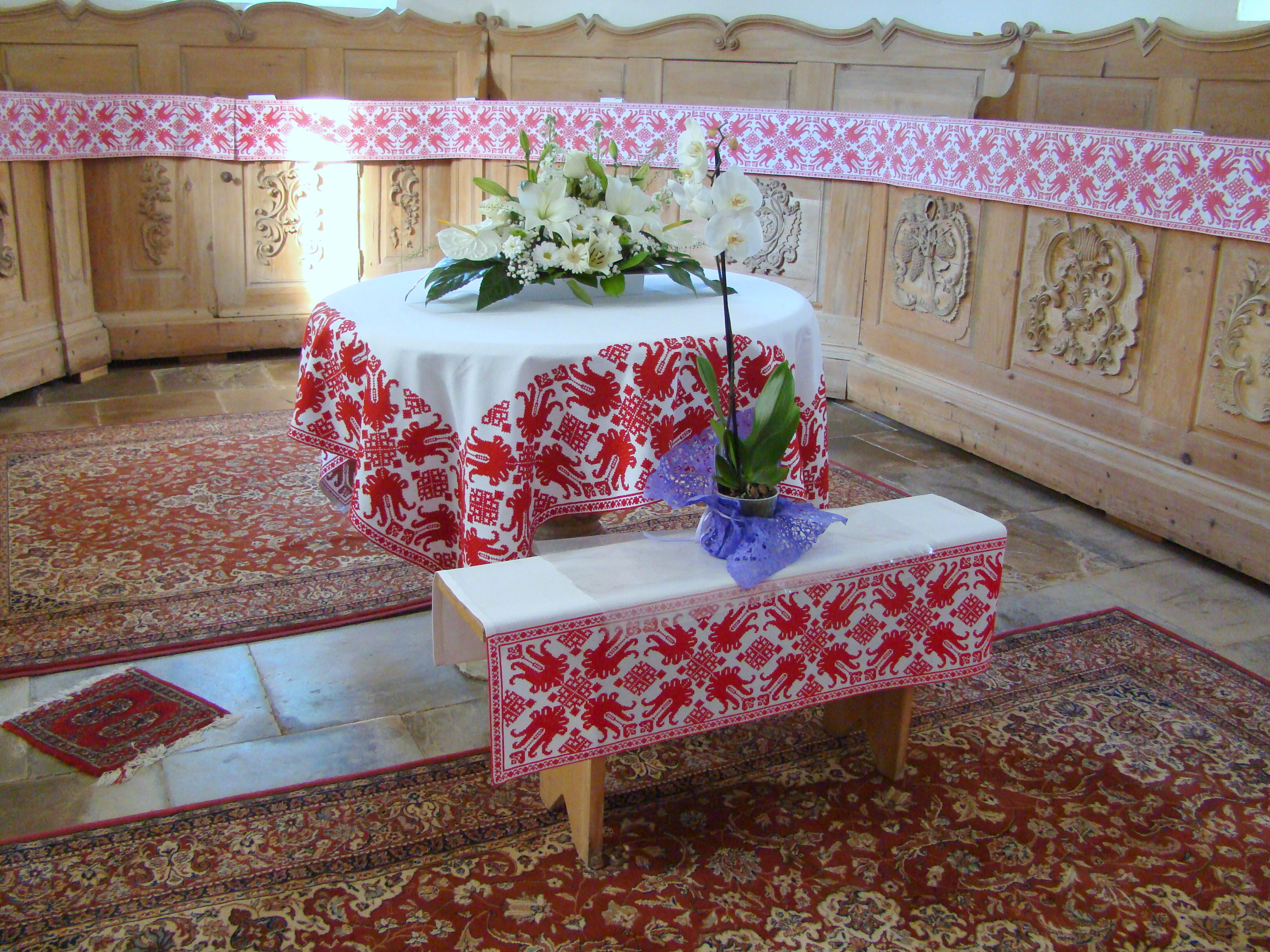
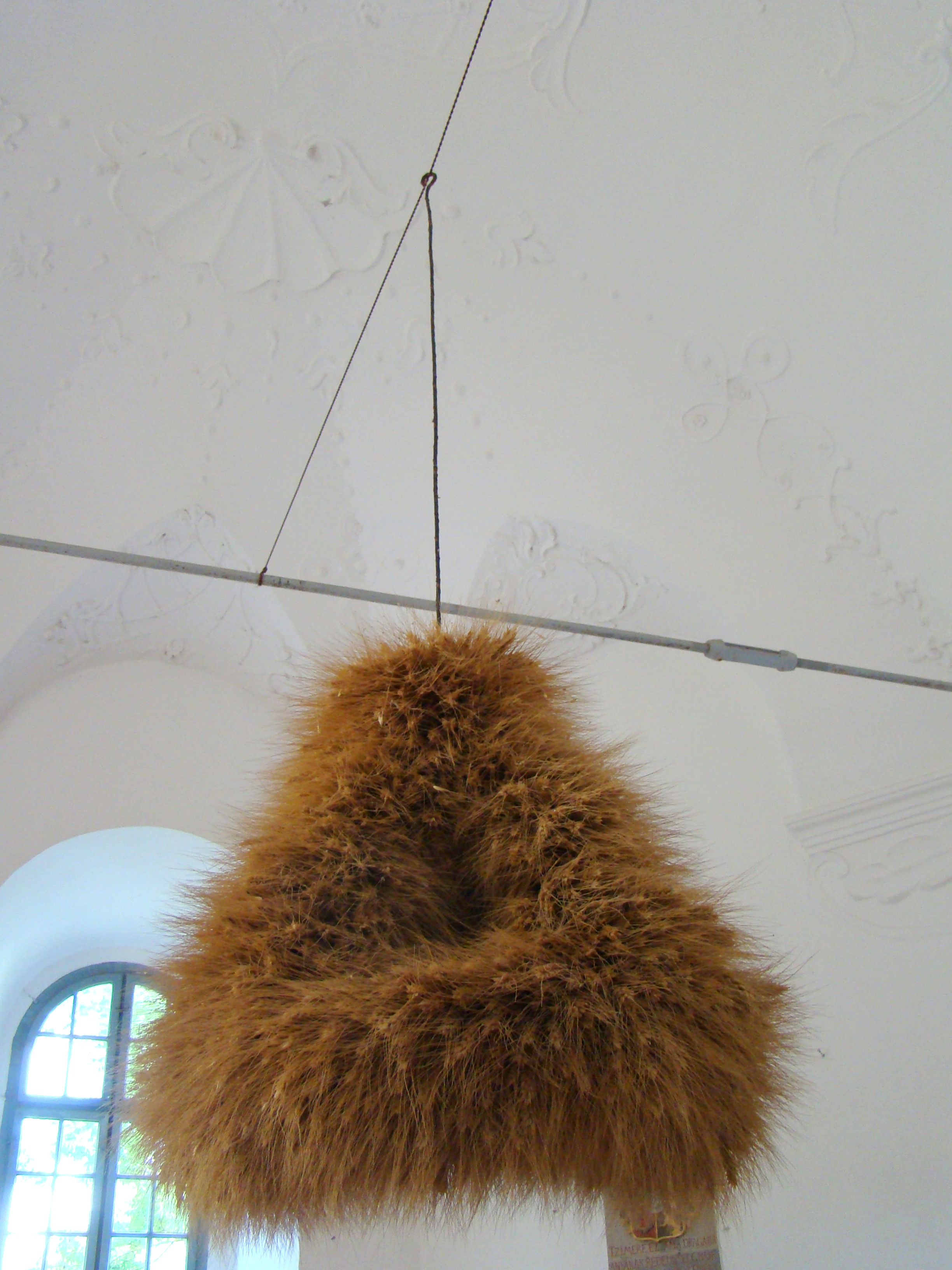
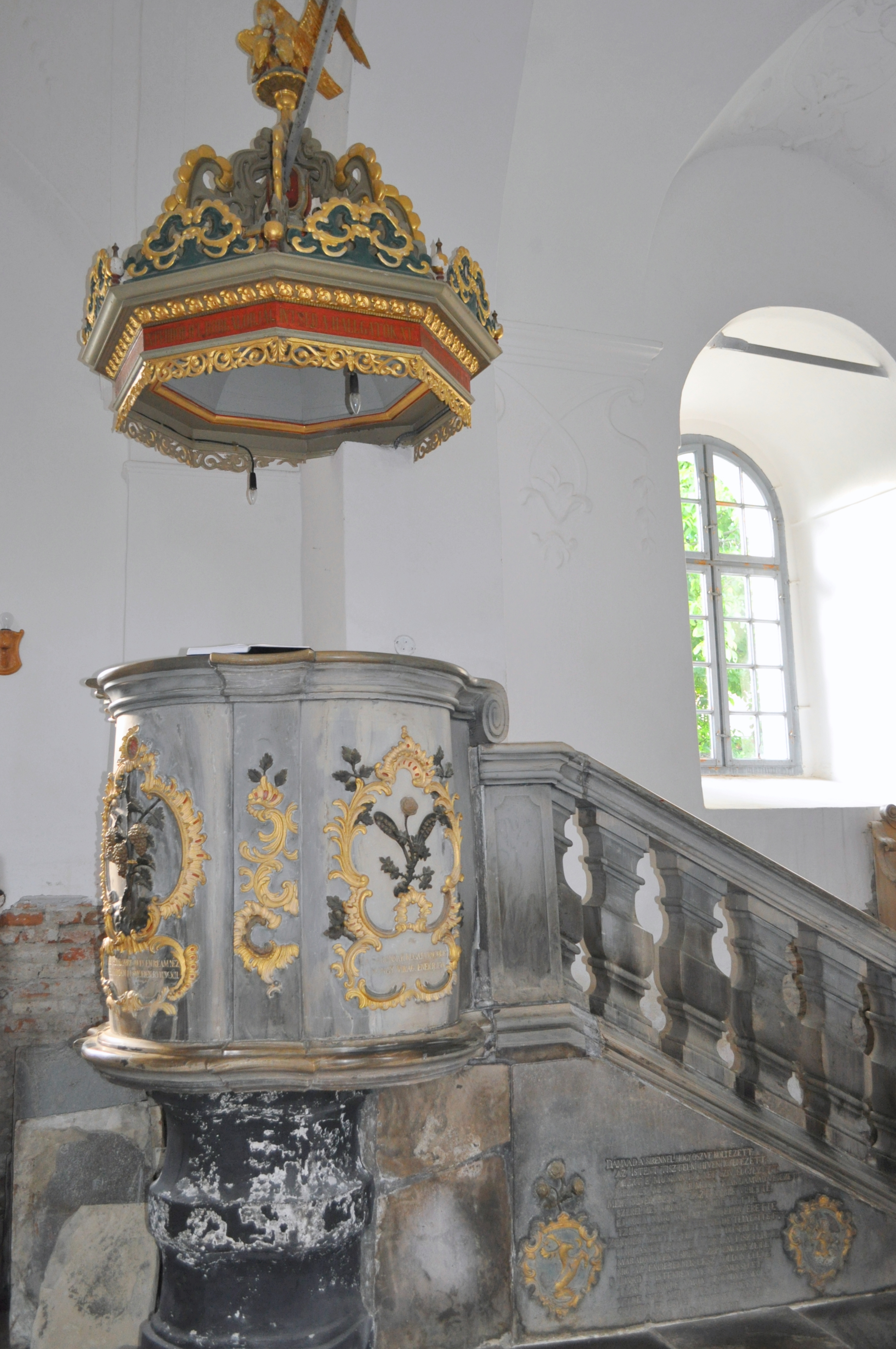
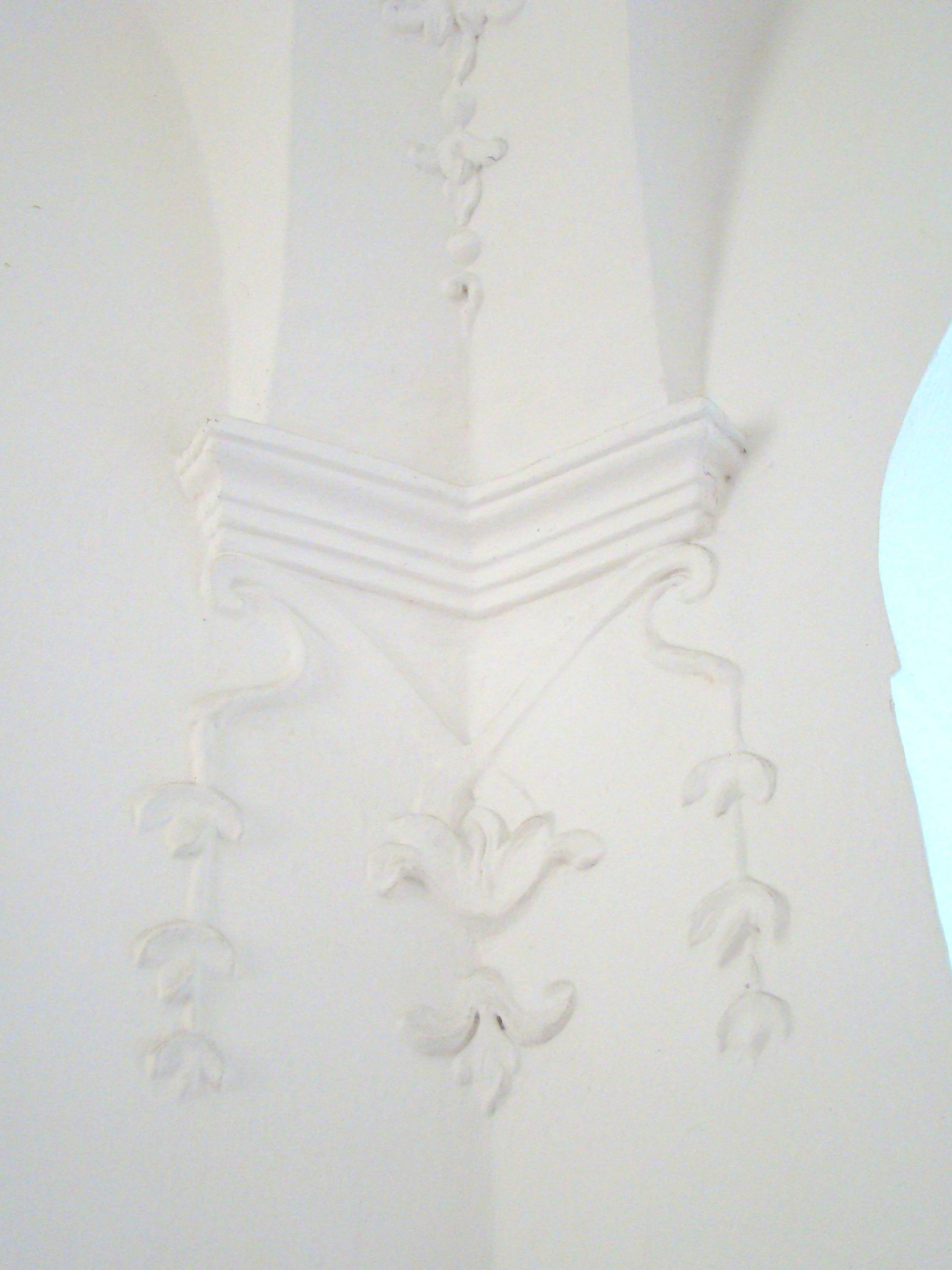
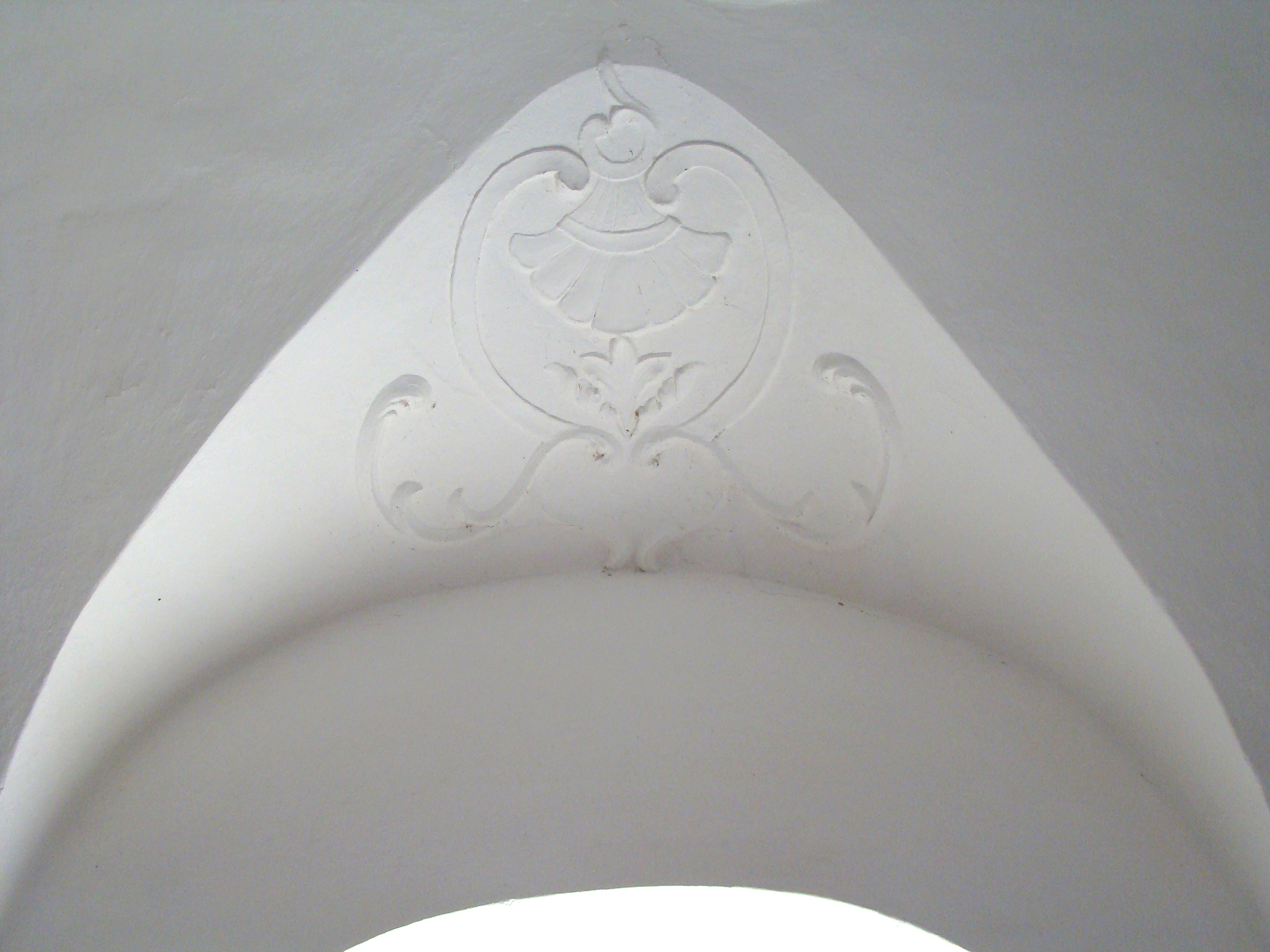
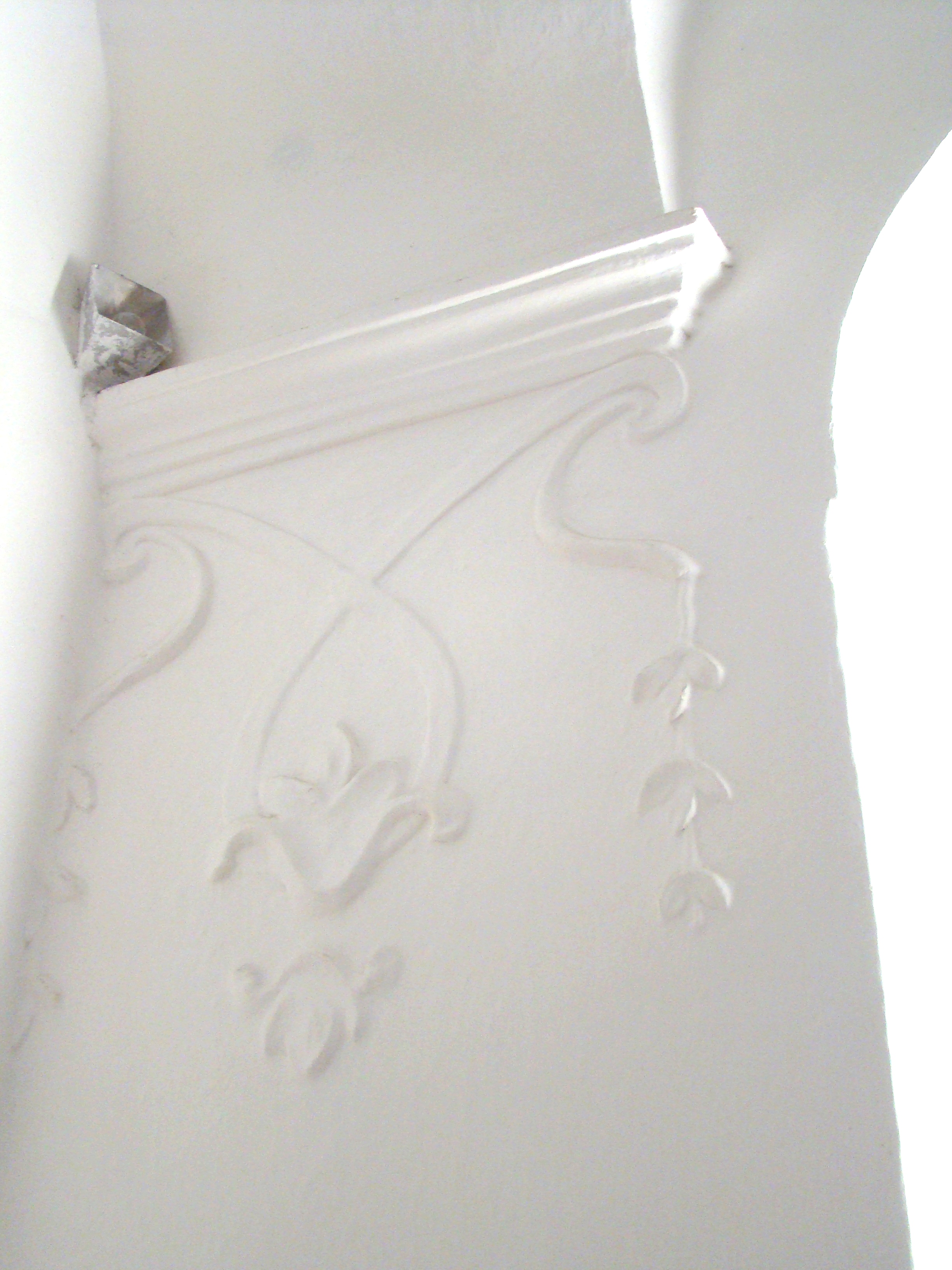
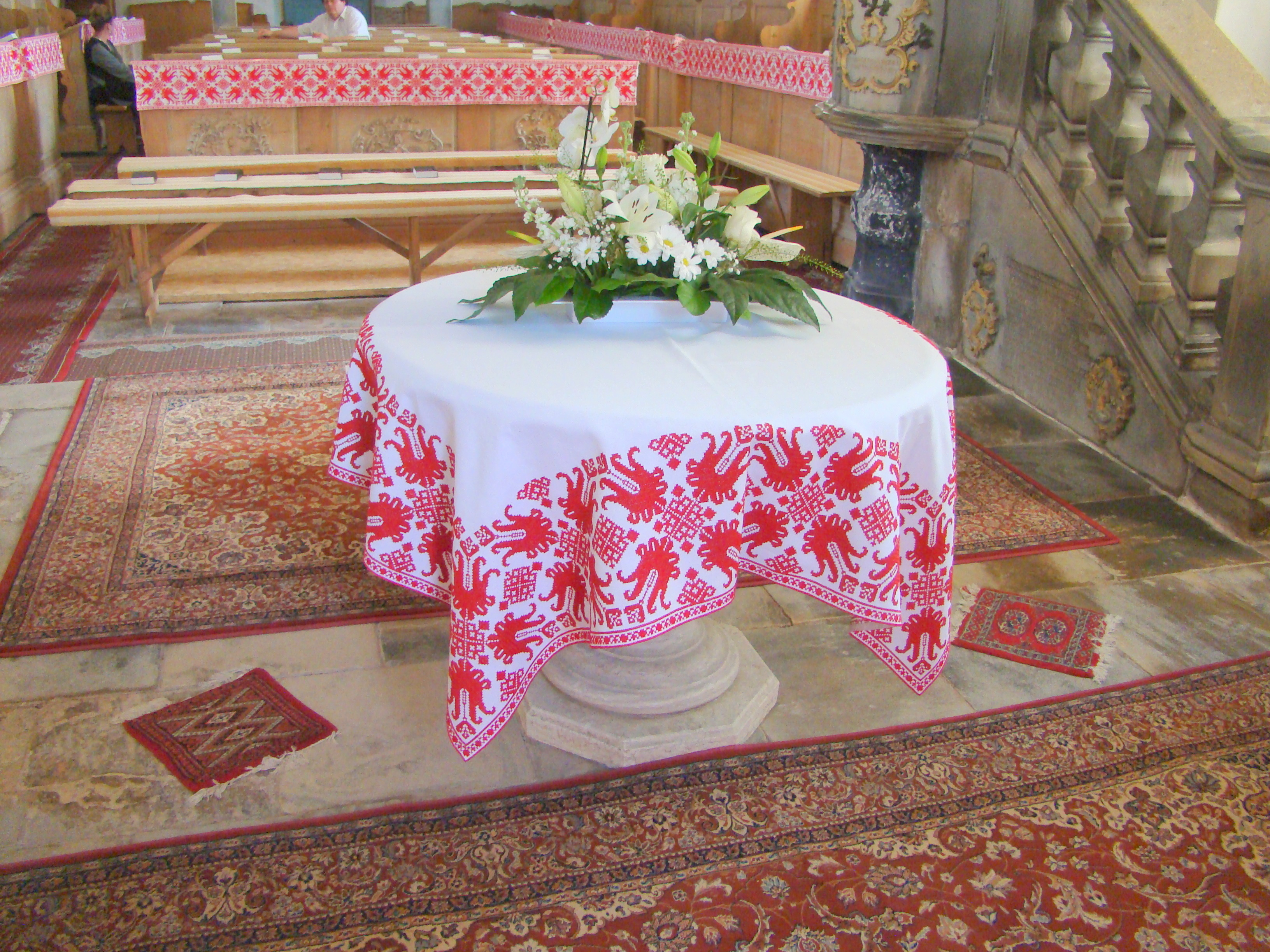
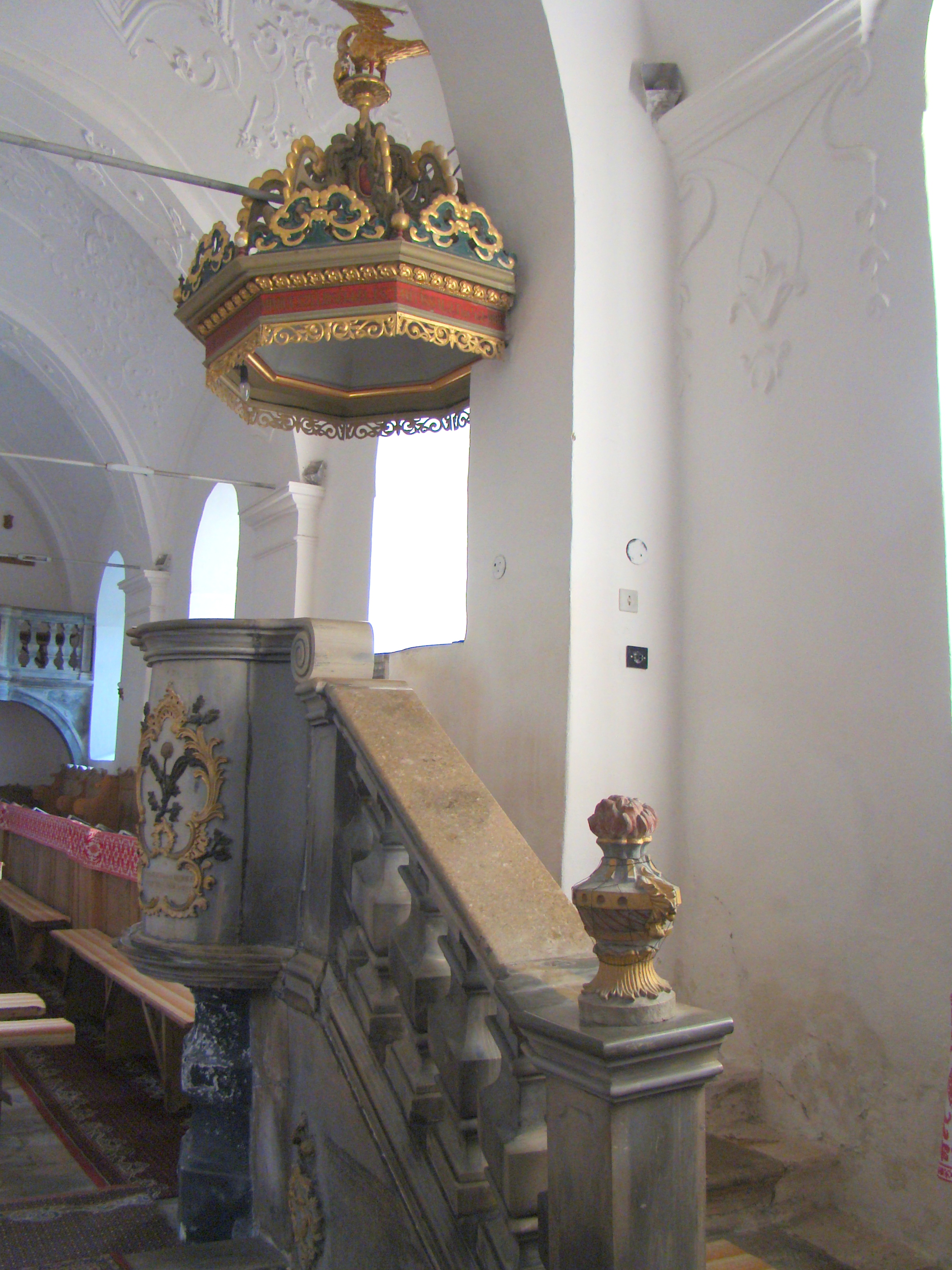
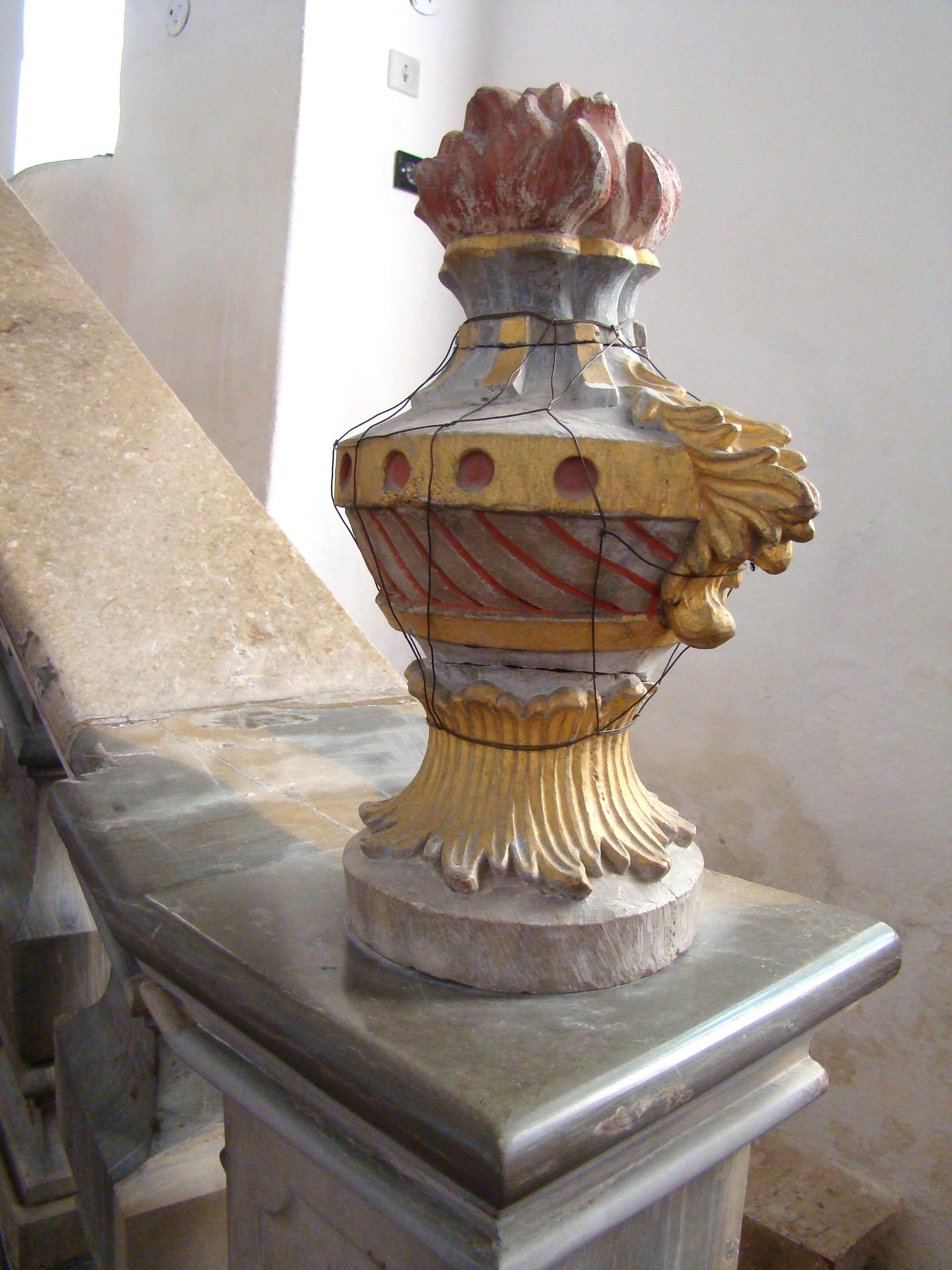
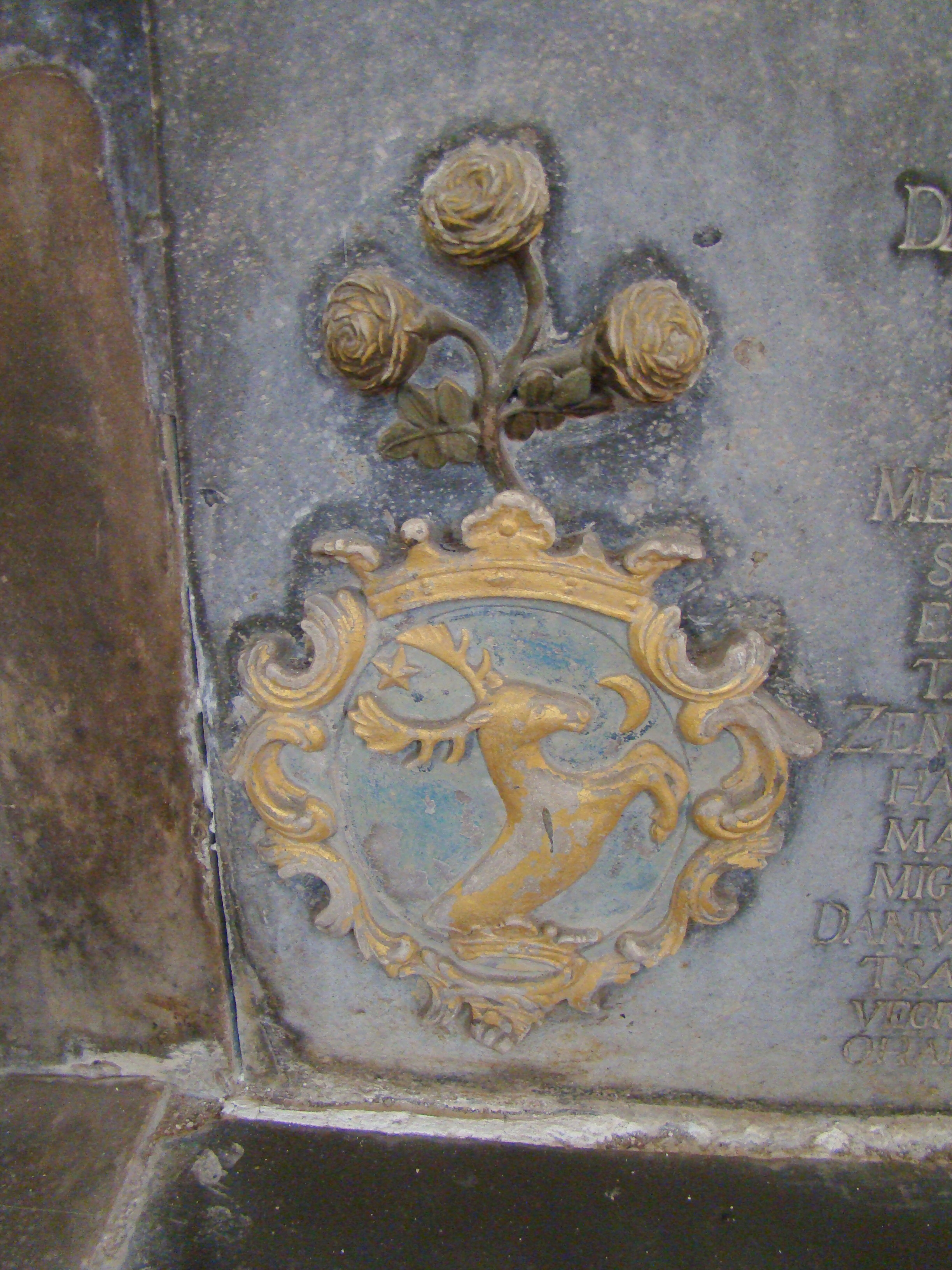
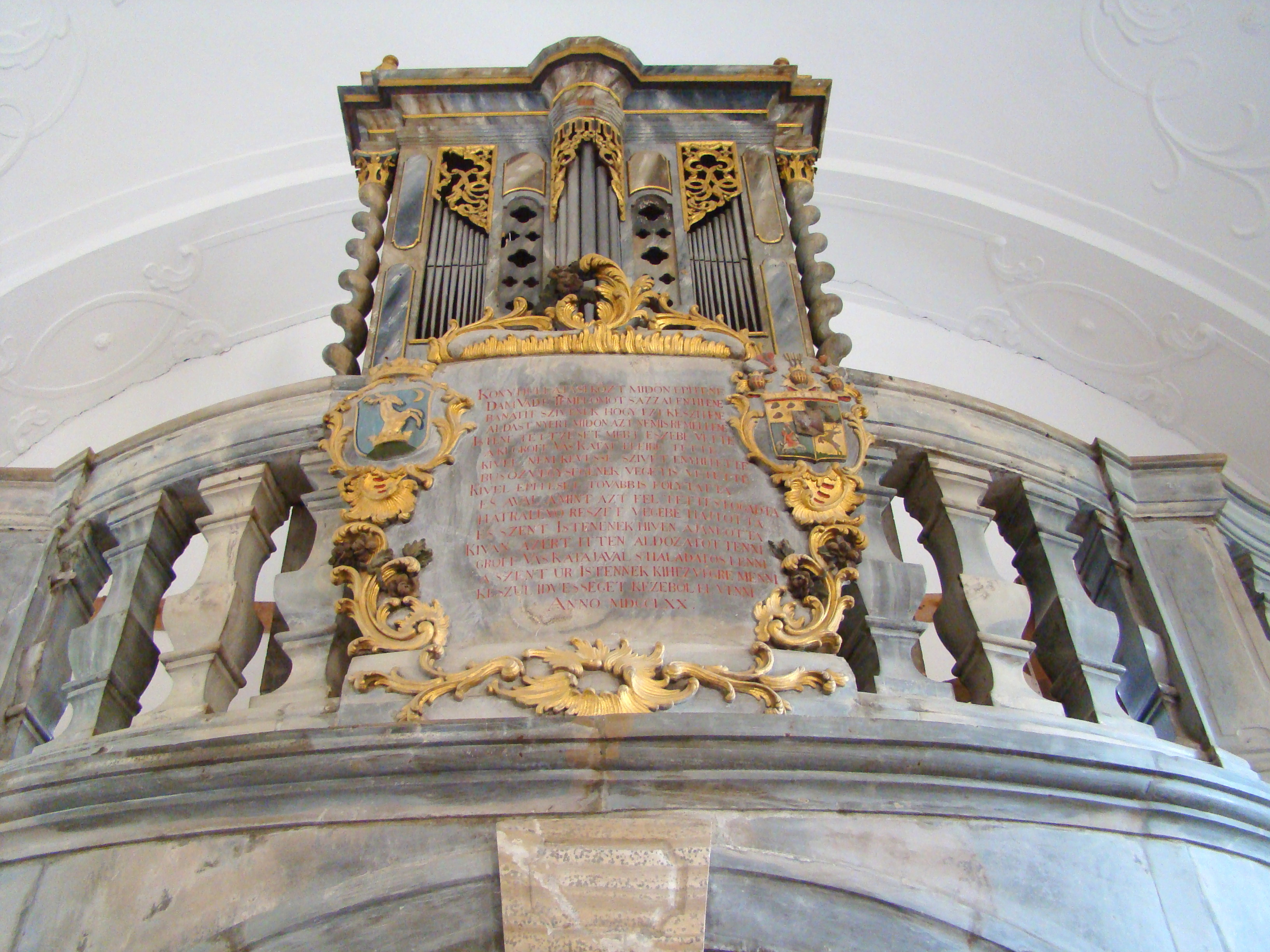
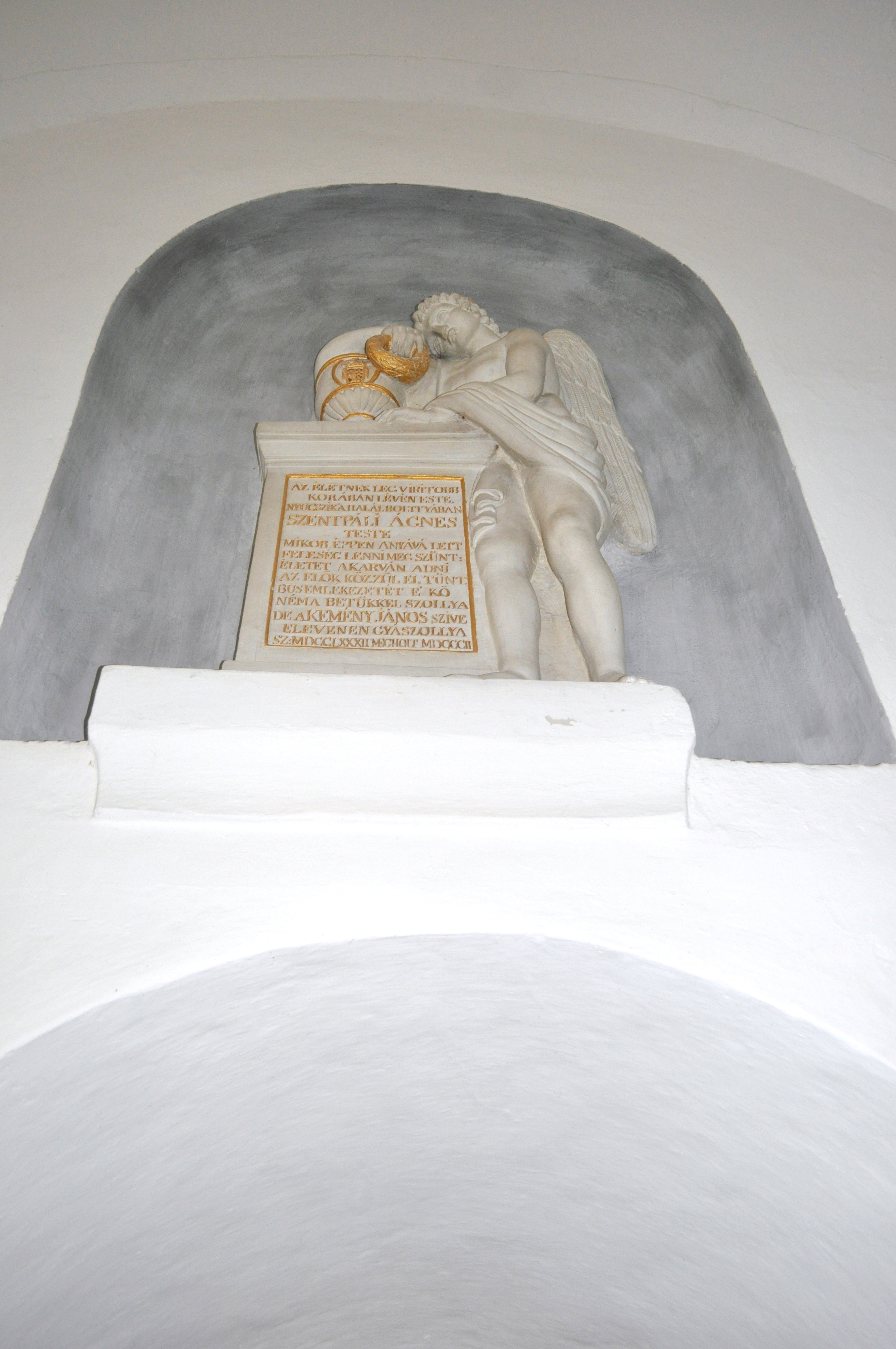
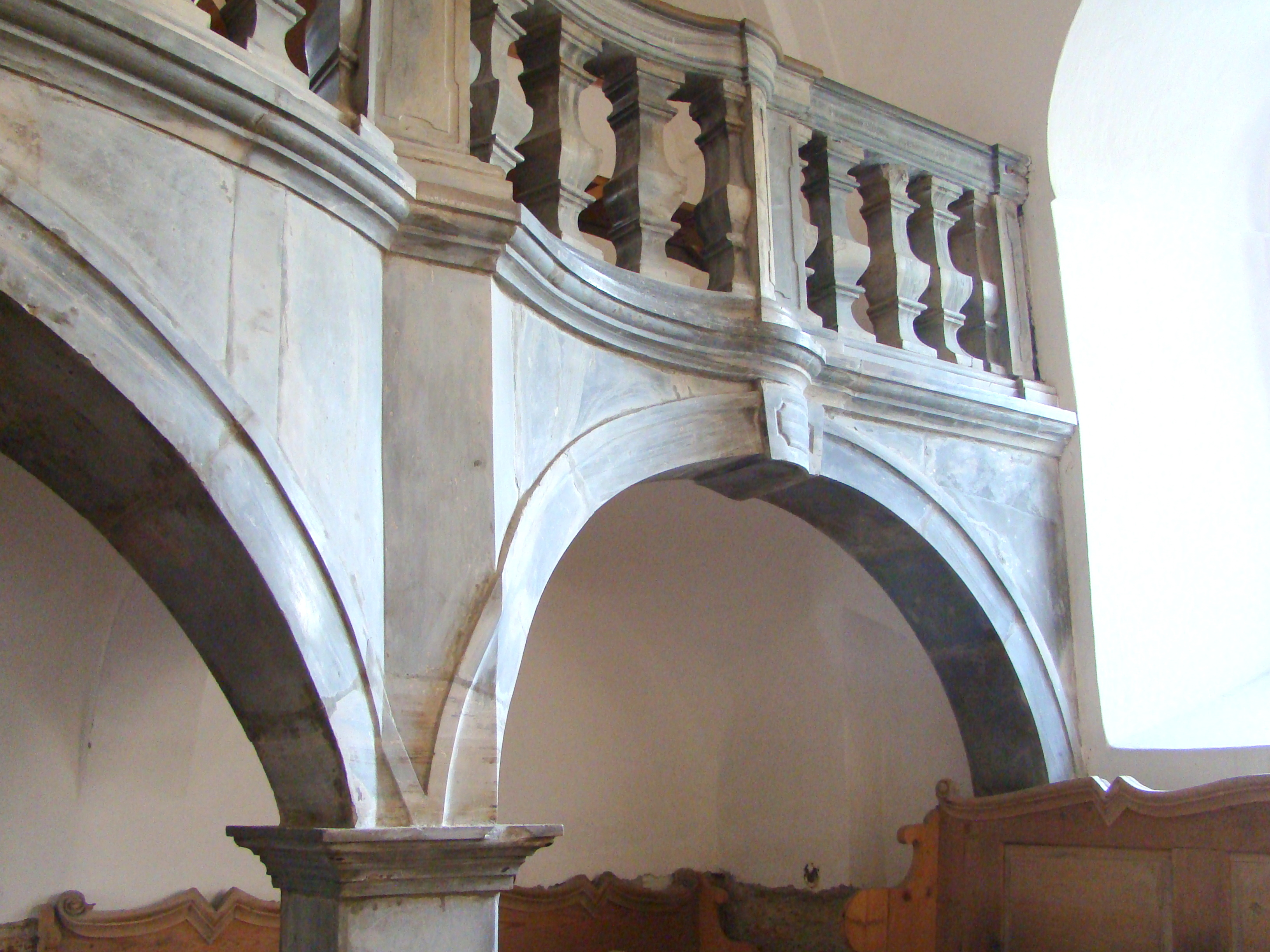
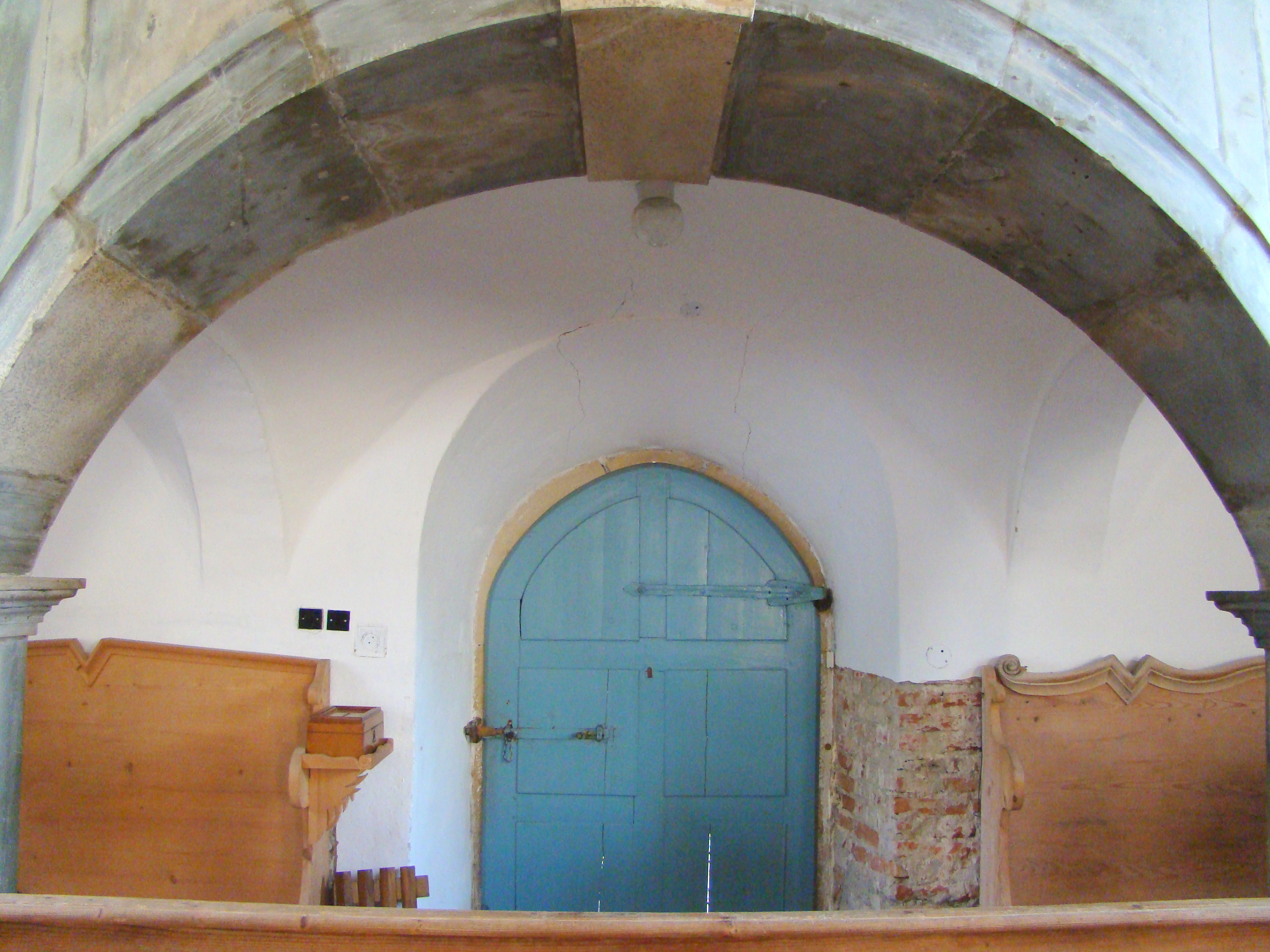
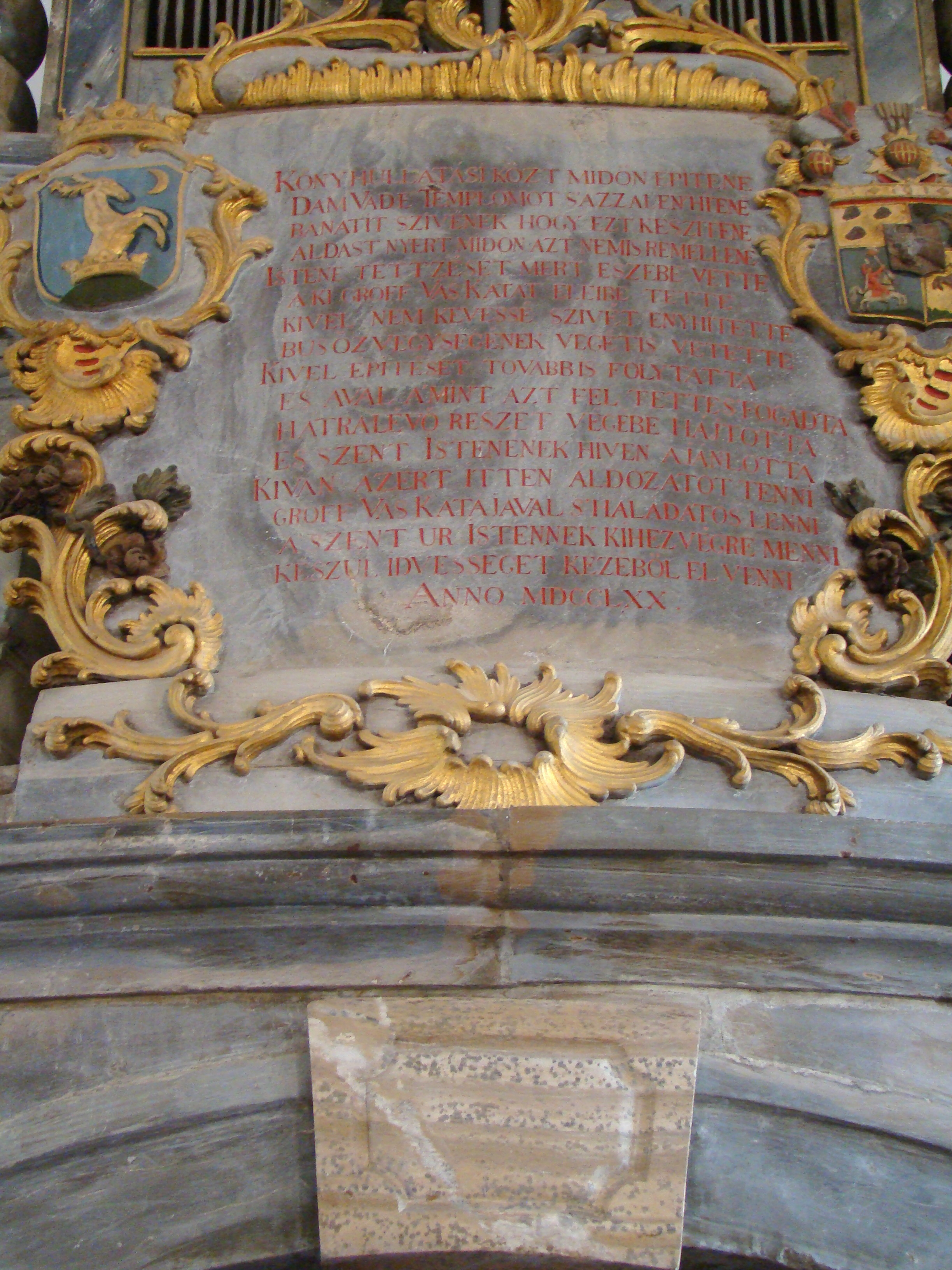
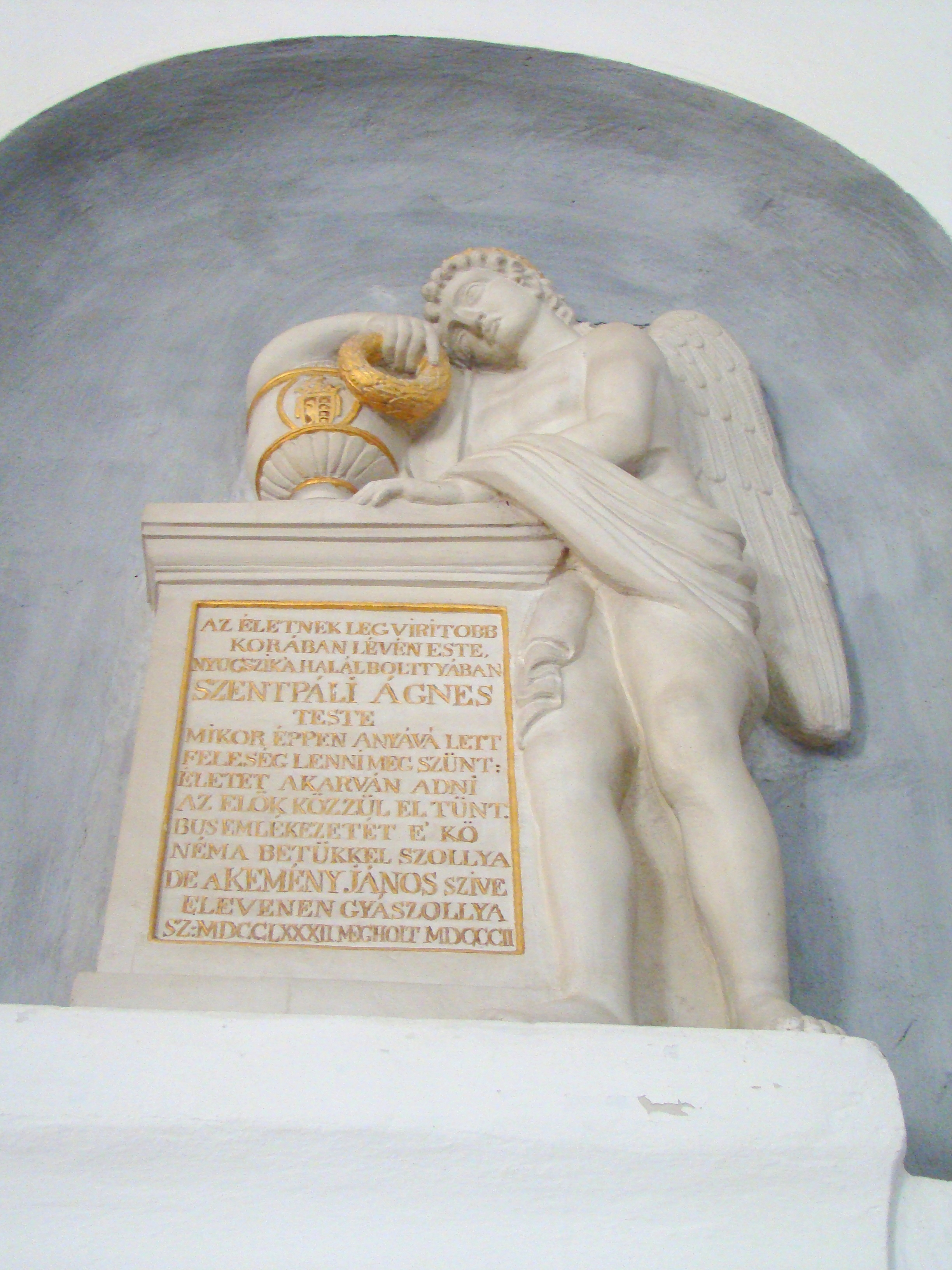
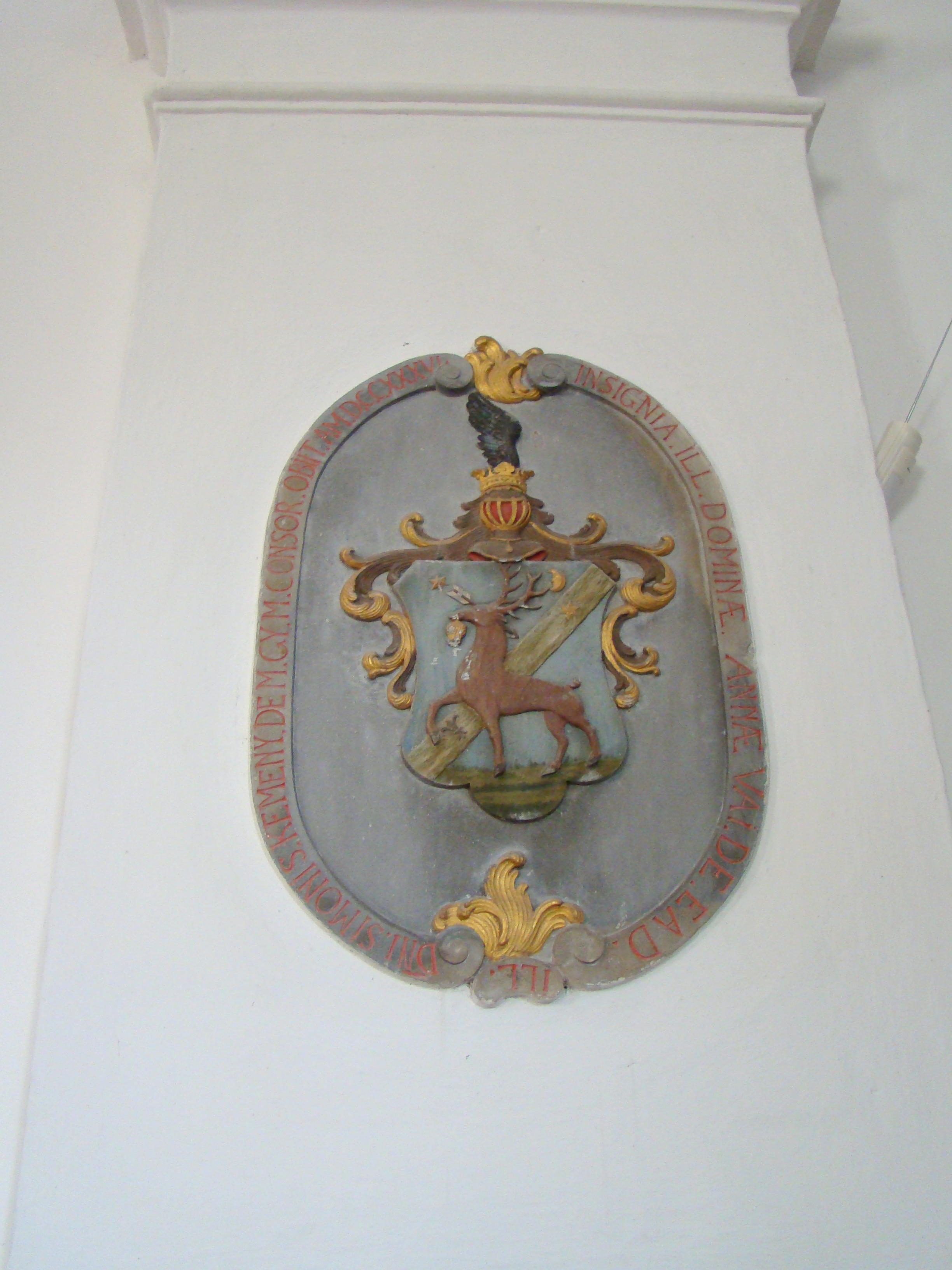
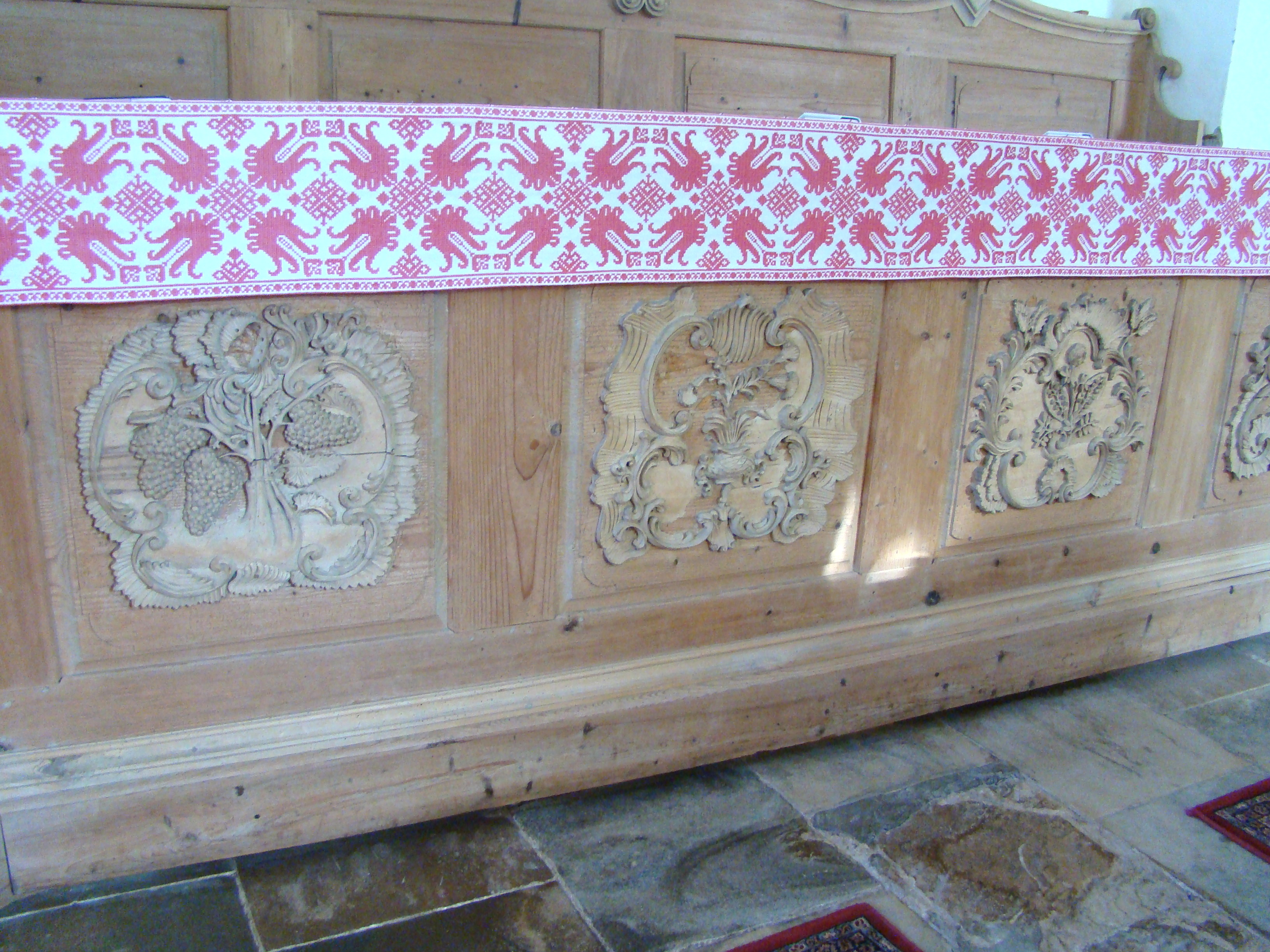
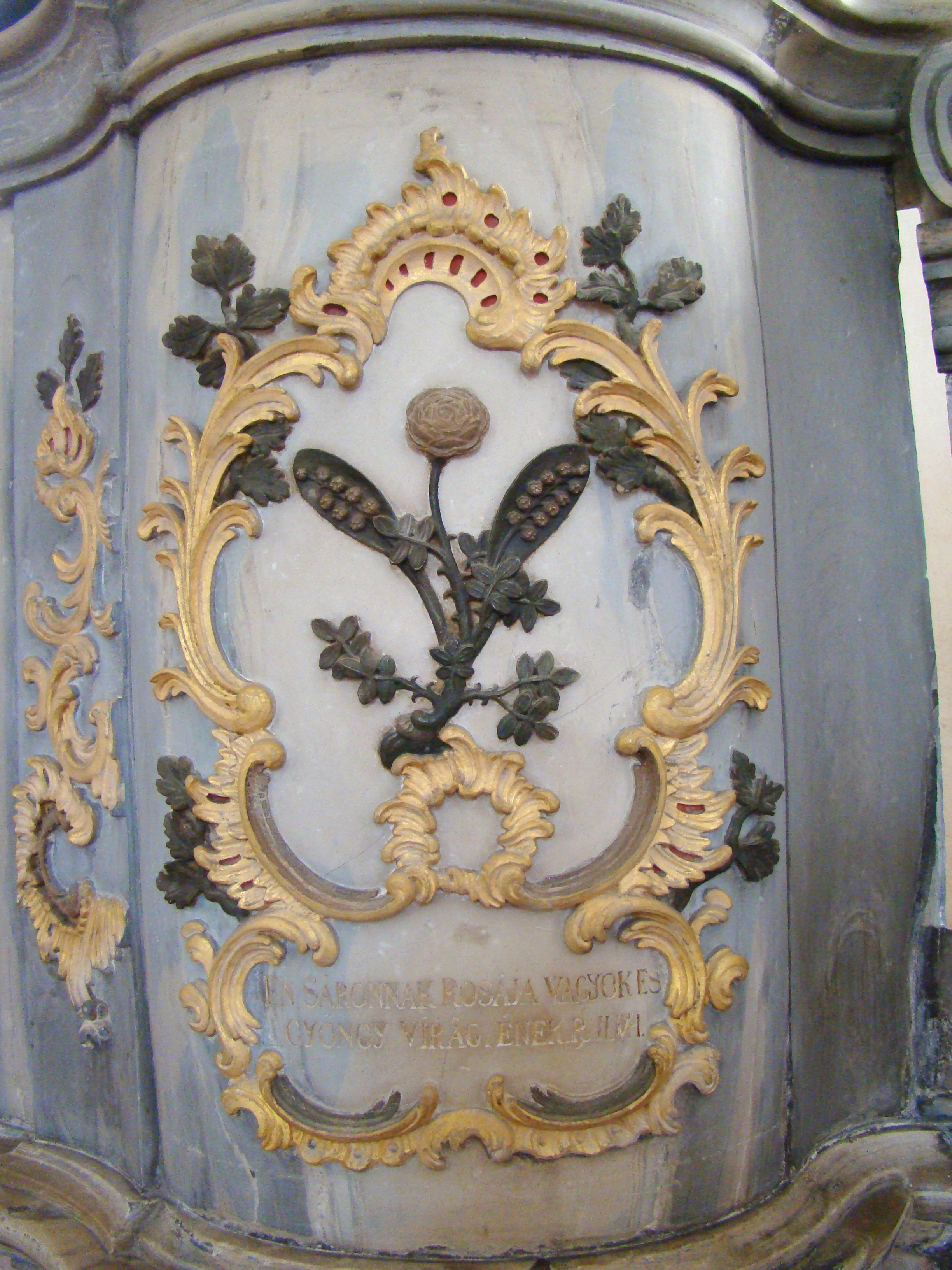
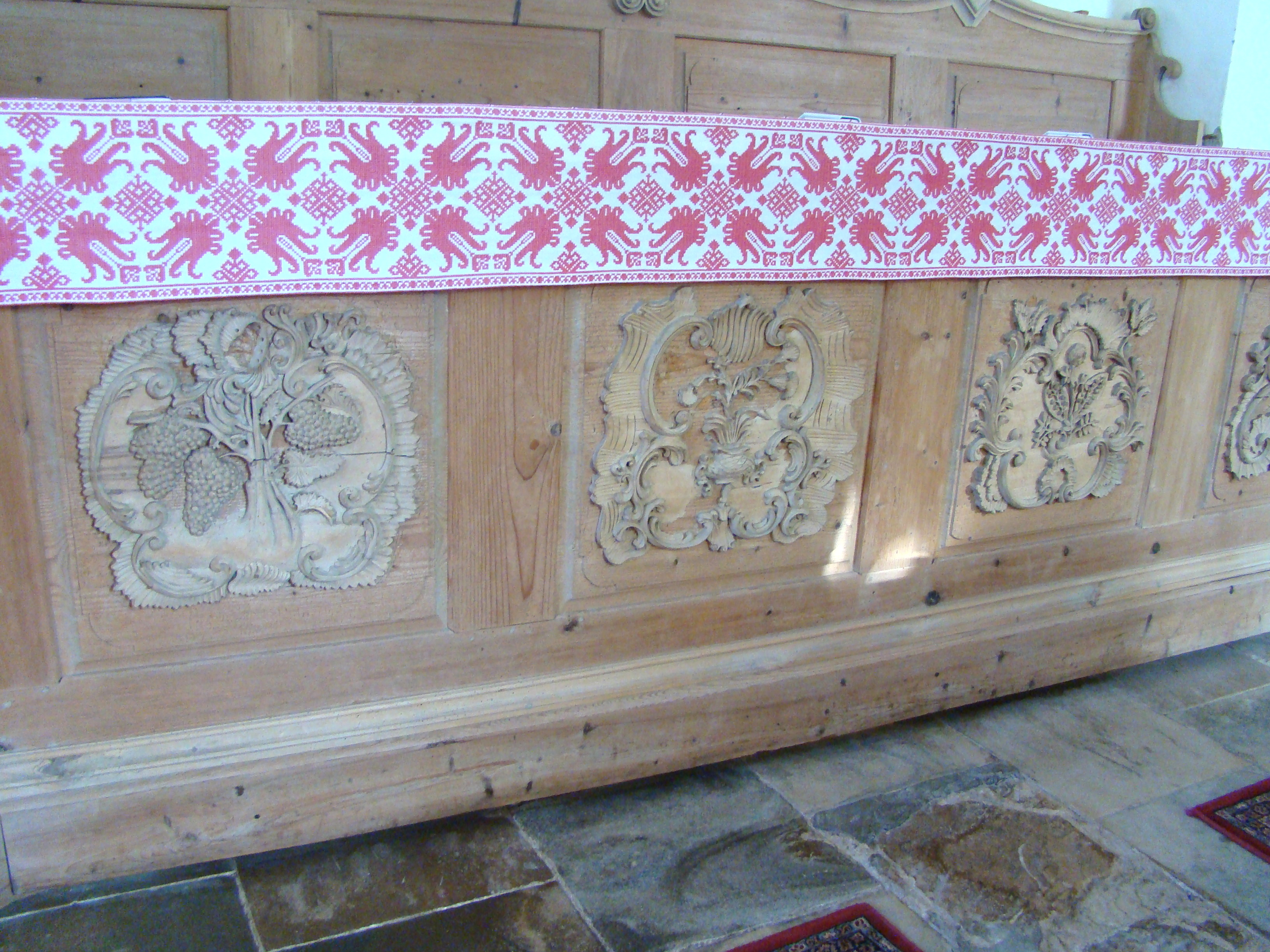
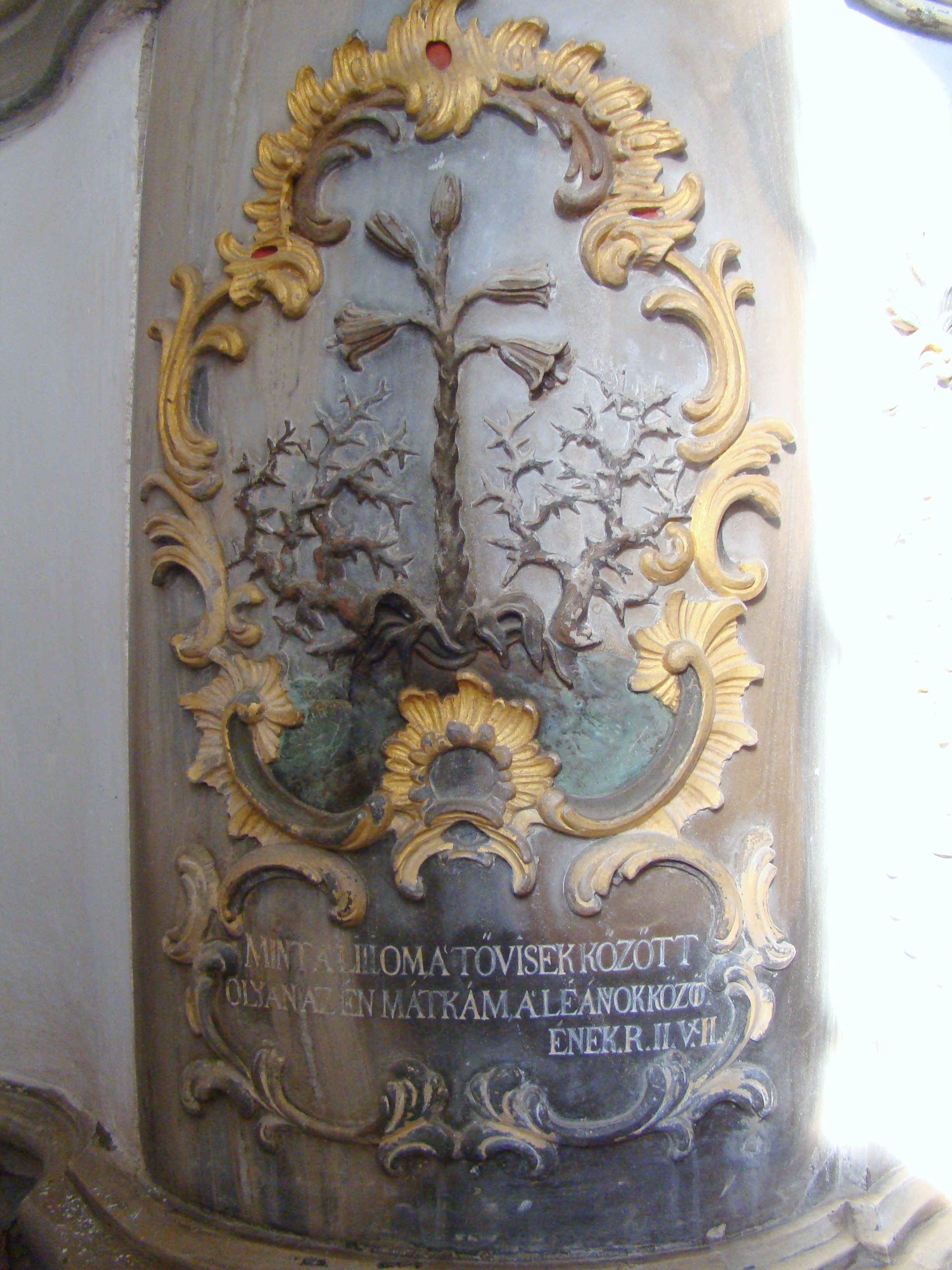
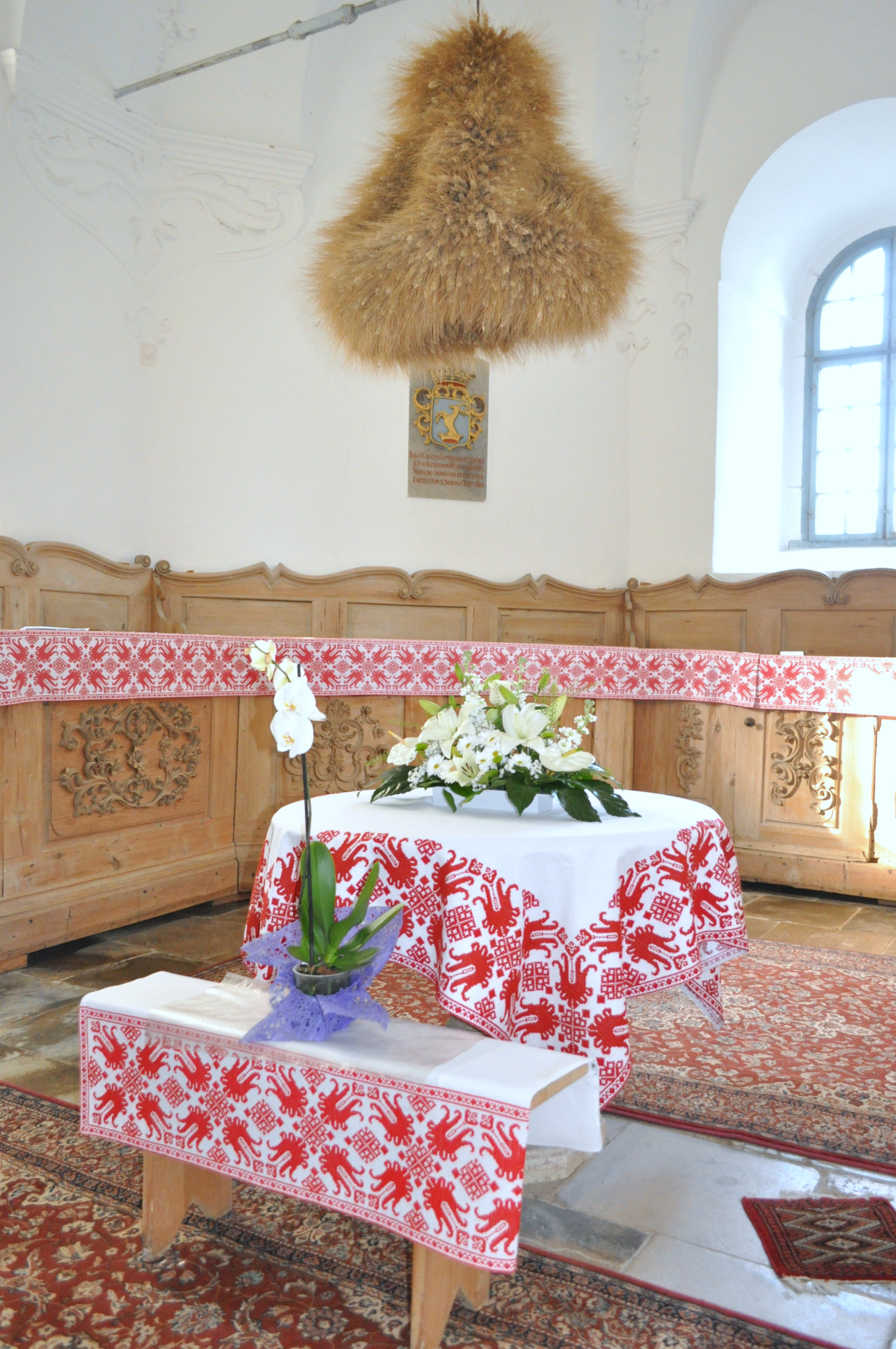
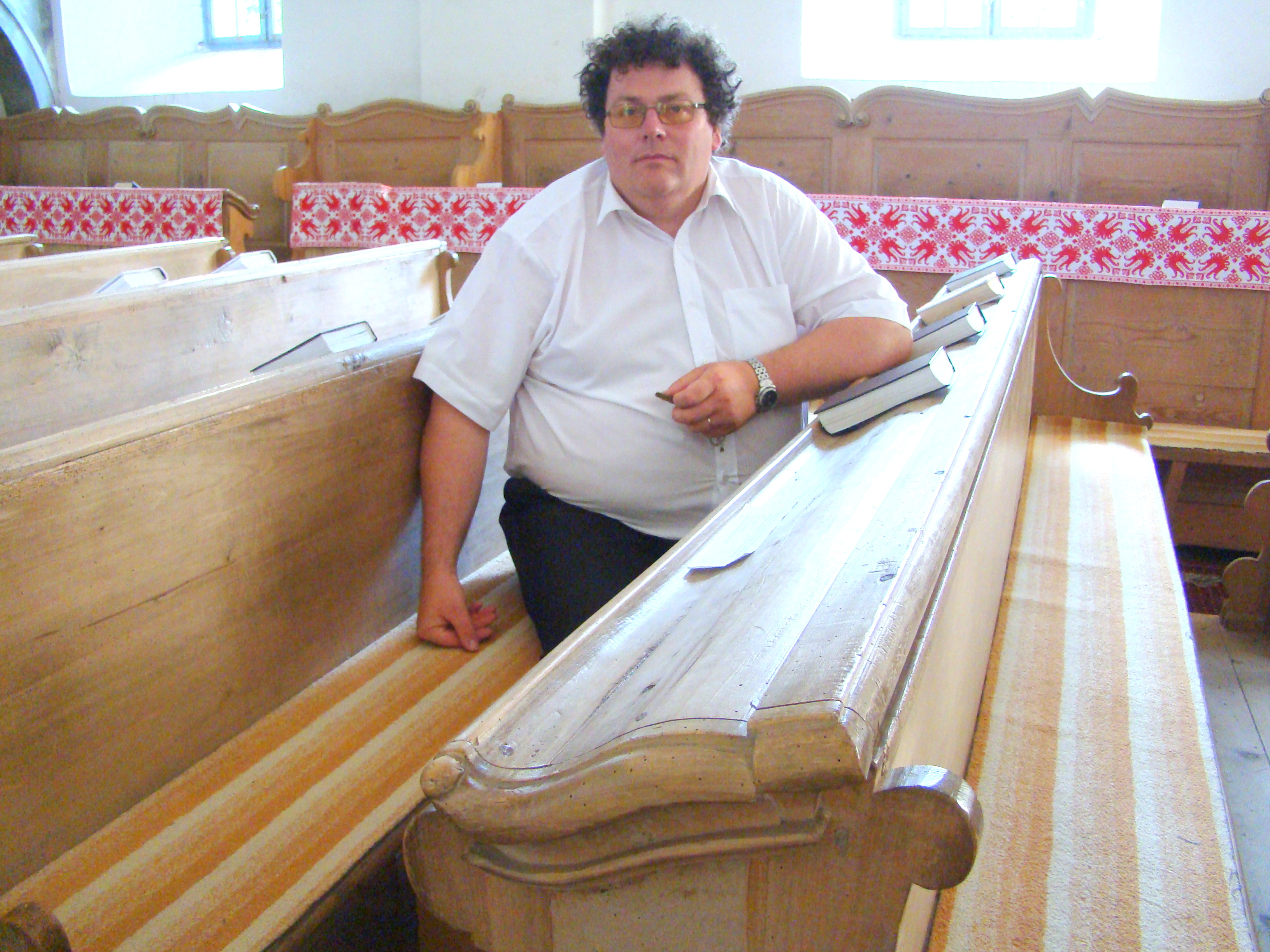
Pastorul reformat din satul Brâncovenești
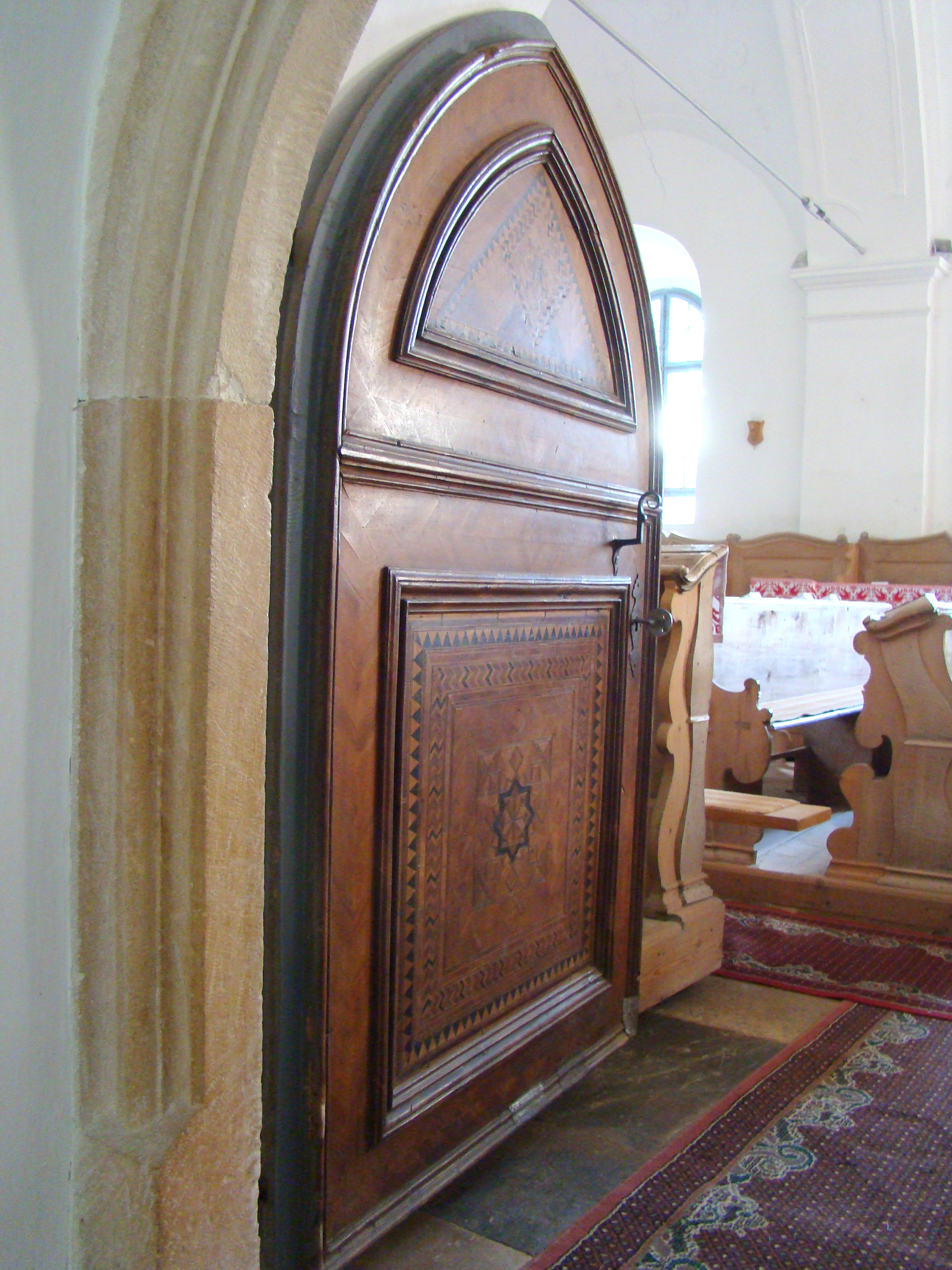